# Codroș de pădure
Codroșul de pădure (Phoenicurus phoenicurus), numit și codroșul de grădină, este o pasăre mică cântătoare, insectivoră din familia muscicapidelor (Muscicapidae), la care penajul masculului este roșu-portocaliu pe coadă și piept, cenușiu pe creștet și spate, negru pe obraji și gușă, alb pe frunte și abdomen; femela este cafenie, dar are coada tot roșie. Este o pasăre destul de comună în Europa, nord-vestul Africii, nordul Asiei (până în centrul Siberiei, Kazahstan, Mongolia, nord-vestul Chinei), în vestul Turciei. Este o specie migratoare, locurile de iernare fiind în Africa la sud de Sahara și sud-vestul Peninsulei Arabice. Cuibărește în păduri bătrâne de foioase sau mixte, dar și în grădini, parcuri, iar la nord și în păduri bătrâne de pin.
În România codroșul de pădure cuibărește frecvent în toate pădurile de foioase și mixte, în pădurile de luncă, ajungând până la limita inferioară a coniferelor. Cuibărește, de asemenea, în parcuri, livezi și grădini sau în locuri cu ziduri vechi; practic este o specie foarte comună, însă frecvența ei variază de la o zonă la alta, remarcându-se cea mai mare densitate în pădurile de sălcii din luncile Dunării și Delta Dunării și în pădurile luminoase, umede de pe cursul inferior al râurilor. În România populația este estimată la 45.000-90.000 de perechi cuibăritoare. În Republica Moldova este răspândită pe întreg teritoriul, cuibărind în pădurile de foioase luminoase, cu rariști și cu arbori seculari, găunoși, în fânețe și pășuni împădurite, evitând pădurile compacte, populează, de asemenea, grădinile, livezile, parcurile. Populația cuibăritoare din Republica Moldova este estimată la 5.000-7.000 de perechi. Sunt descrise două subspecii (Phoenicurus phoenicurus phoenicurus și Phoenicurus phoenicurus samamisicus). În România cuibărește subspecia nominată phoenicurus, iar subspecia samamisicus apare accidental. În Republica Moldova cuibărește subspecia nominată phoenicurus.
Codroșul de pădure este o pasăre de talie mică. Are o lungime de 13-14,5 cm și o greutate de 11-23 g. Atinge în libertate longevitatea maximă de 10 ani și 2 luni. Sexele diferă. Masculul subspeciei nominate phoenicurus este cenușiu-albăstrui pe creștet, ceafa, spate, scapulare și supraalarele mici. Supraalarele mijlocii și mari și remigele aripilor sunt brun-negricioasă, tivite îngust pe margini cu cenușiu. Centrul frunții până pe laturile creștetului sunt albe formând o dungă frontală lată care se extinde ca o sprânceană până în spatele ochiului. Partea inferioară a frunții, obrajii, laturile gâtului, bărbia, gâtlejul (gușa) sunt negre. Târtița, supracaudale și rectricele laterale ale cozii sunt roșcate, cele două rectricele centrale ale cozii sunt brun-negricioase.  Pieptul, flancurile, tectricele subalare și axilare, partea superioară a abdomenului sunt roșcat-portocalii, partea inferioară a abdomenului și regiunea anală albicioasă. Tectricele subcodale portocaliu-deschise. Irisul brun-închis. Ciocul corniu-negricios sau negru. Picioarele și labele brun-închise sau negru-brunii sau negre. Femela are deasupra o culoare uniformă brun-moderată, inelul ocular îngust albicios, părțile inferioare ocru-albe cu o nuanță portocalie; coada roșcată ca la mascul. Juvenilul este brun cu pete ocru (brun-gălbui) pe părțile superioare și inferioare, coada roșcată ca la adult. Subspecia samamisicus are o oglindă alară albă formată de marginile albe ale remigelor secundare și terțiare. Strigătul de alarmă este foarte asemănător cu al pitulicii fluierătoare, notele finale fiind mai moi: "uit-tic-tic". Cântecul este scurt, melancolic, emis încă din zorii zilei: "sii-truii-truil-truii-si-si-ai" (cu diverse variații ale notelor).
Hrana constă din insecte și larvele lor (gândaci, diptere, lepidoptere, greieri, libelule, lăcuste, viespi, buburuze etc.), pe care le prinde atât de pe sol, cât și din zbor. Cea mai mare parte din insectele consumate constituie dăunători ai pădurilor. Se hrănește și cu păianjeni și râme. Toamna se hrănește și cu fructe de ienupăr, cireșe, păr, soc etc.
Sosește din locurile de iernat din Africa în ultimele zile ale lunii martie și primele zile din aprilie. Masculul alege locul cuibului, după care atrage femela la el. Cuibul și-l instalează, de obicei, în scorburile arborilor seculari, în cioturile găunoase, cuiburi vechi de ciocănitoare, rândunică sau de țoi, crăpături în maluri și diverse alte locuri, sub scoarța copacilor, acolo unde aceasta este depărtată de lemn, în stivele de lemne, grămezile de vreascuri, chiar și în găuri în pereții vechi ai unor edificii. Ocupă cu plăcere și cuiburile artificiale, fapt foarte important pentru protejarea acestei specii. Cuibul are forma unei cupe și  este construit în special de femela din fire de graminee uscate, fibre de scoarță, rădăcini și diverse alte resturi uscate vegetale; căptușeala părții interioare o face din lână, păr de la animale și pene. La sfârșitul lui aprilie și începutul lunii mai femela depune prima pontă formată din 3–10 ouă (de obicei 5-7), iar a doua pontă o depune în iunie. Ouăle au o culoare albastru-deschisă. Perioada de incubație durează de la 12-14 zile, fiind asigurată numai de femelă. După eclozare, puii sunt hrăniți în special de către femelă, care este ajutată și de mascul. Puii devin zburători și părăsesc cuibul la 13-17 zile de la eclozare. După năpârlire, în septembrie și octombrie, adulții și puii migrează în Africa tropicală.

## Subspecii și arealul

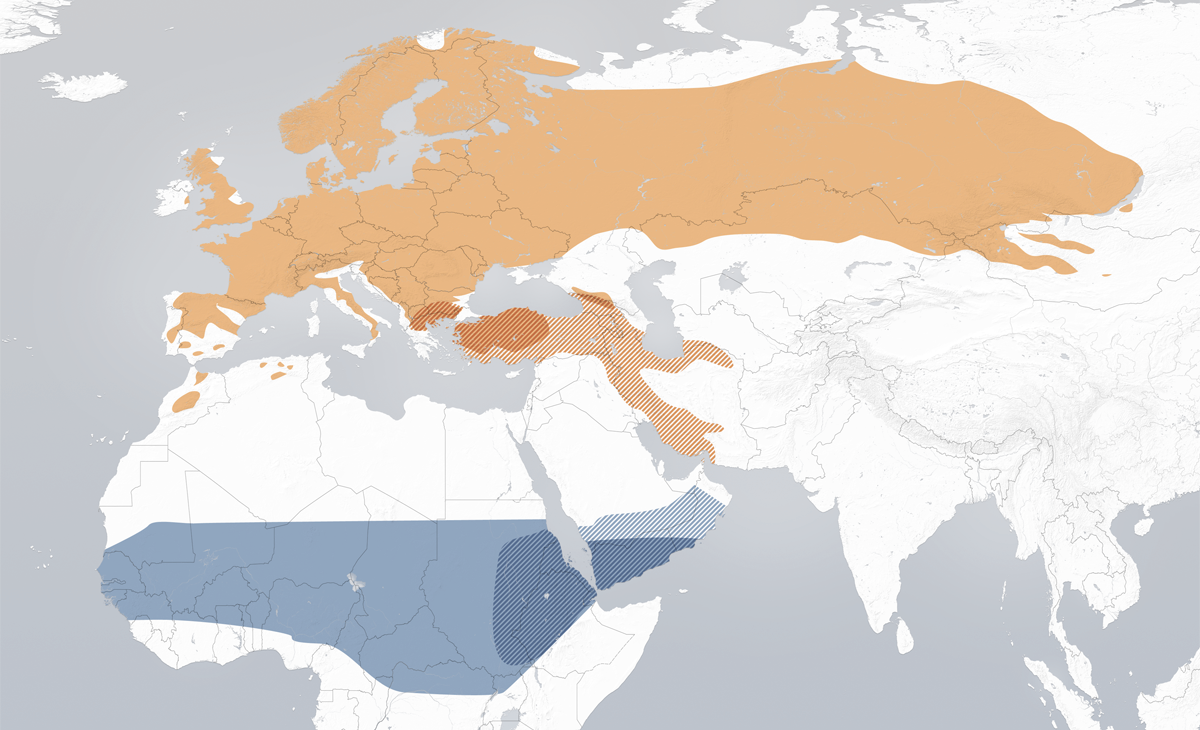
Arealul codroșului de pădure. Subspecia Phoenicurus phoenicurus phoenicurus - oaspete de vară, cuibărește (portocaliu), cartierele de iernare (albastru). Hașurat - locurile de cuibărit și iernat ale subspecii Phoenicurus phoenicurus samamisicus.

Două subspecii sunt recunoscute: phoenicurus și samamisicus. Subspecia propusă Phoenicurus phoenicurus algeriensis Kleinschmidt, 1904  din nord-vestul Africii și sudul Peninsulei Iberice este inclusă în subspecia nominată.
- Phoenicurus phoenicurus phoenicurus (Linnaeus, 1758) -  codroșul comun - subspecia nominată - cuibărește în Europa (cu excepția sud-estului) și nord-vestul Africii, la est până în centrul Siberiei, nordul și estul Kazahstanului, nordul Mongoliei și nord-vestul extrem al Chinei (munții Tarbagatai, probabil și în Altai, vestul regiunii autonome Xinjiang); iernează în principal în Africa la sud de Sahara.[14][20]

Cuibărește în aproape toată Europa din Portugalia și sudul și centrul Spaniei (cu excepția Insulelor Baleare) spre nord până în Insulele Britanice, Scandinavia (până la Capul Nord) și spre est în Rusia. În Rusia cuibărește de la Peninsula Kola și râul Mezen până la râul Kuia (până la 67°N), râurile Taz și Elogui (până la 64°N), râul Enisei (până la 67°N), cursul mijlociu și superior al râului Tunguska Inferioară, Lacul Baikal, estul munților Saian și Altai din sudul Rusiei și nordul Kazahstanului. În Mongolia cuibărește (cu excepția estului și sudului), inclusiv în munții Hangai, la sud până în munții Altaiul Mongol și munții Gurvan-Saihan, la est până la cursul superior al râului Tuul, râul Onon și munții Hentei, la sud până în munții Bogd-Haan, cuibărește de asemenea în nord-vestul extrem al Chinei (munții Altai și Tarbagatai, vestul regiunii autonome Xinjiang). În sudul arealului cuibărește în nord-vestul Africii - în nordul și centrul Marocului (munții Rif și Atlasul Înalt), în unele părți din nordul și nord-estul Algeriei (în nordul Tunisiei a fost înregistrat vara în habitate adecvate pentru reproducere din Capul Bon, dar fără dovezi că cuibărește). În sudul Europei cuibărește în Sicilia, sudul Italiei și Balcani, la sud până în Muntenegru, Macedonia (unde intergradează cu subspecia samamisicus, nordul și vestul Greciei, Turcia și nordul Caucazului (unde majoritatea populației cuibăritoare intergradează cu subspecia samamisicus, aceasta poate fi valabilă și pentru păsările găsite recent în Irak), centrul, sudul și estul Bulgariei, România, Republica Moldova până în nordul Ucrainei, de asemenea în sudul Ucrainei (în sudul Crimeii) și sudul Rusiei până în Caucaz. La sud cuibărește din Azerbaidjan până în nordul și vestul Iranului (munții Elburz și Zagros) și nord-estul Irakului. Cuibărește discontinuu spre est prin centrul Rusiei până în  Uralul Nordic și Uralul de Mijloc, nordul și estul Kazahstanului (până în  munții Saur, Alataul Djungarian și Zailiiskii Alatau).
Majoritatea iernează în Africa Subsahariană (în principal la sud de 15°N) din sud-vestul Mauritaniei (rar până la 18°N), la sud până în Sierra Leone, la est prin sudul Maliului, Burkina Faso, nordul Coastei de Fildeș, nordul Ghanei, nordul Togoului, centrul și sudul Nigerului, nordul Nigeriei până în nordul Camerunului, sudul Ciadului (la sud de 15°N), nordul Republicii Centrafricane, nordul Republicii Democrate Congo, nordul și estul Ugandei, Rwanda, sudul Sudanului (la sud de 12°N), Eritreea, Etiopia (cu excepția sud-estului, se suprapune cu subspecia samamisicus în centrul Etiopiei) până în sud-vestul și vest-centrul Keniei. În timpul iernii un număr mic rămân în vestul Regiunii Mediteraneene, în principal pe țărmul Marocului (pădurea din Jbel Hamra, la sud până în Agadir și în interior până în vestul Atlasului Înalt), precum și în oazele din sudul Algeriei, uneori în sudul Israelului (valea Arava), Bahrein, sud-vestul Arabiei Saudite, regiunile muntoase ale Yemenului și posibil  mai la sud în zona de coastă a Iranului. Iernează neregulat sau rar în sudul Egiptului (mai ales de-a lungul Nilului) și rar în Kuweit.
- Phoenicurus phoenicurus samamisicus (Hablizl, 1783)  - codroșul răsăritean  (codroșul lui Ehrenberg, codroșul de grădină caucazic, codroșul de grădină cu oglindă) - cuibărește în sudul Balcanilor și Grecia, la est până în sudul Caucazului, Iran, sud-vestul Turkmenistanului, sudul Uzbekistanului și sud-vestul Tadjikistanului, probabil și în nord-vestul Afganistanului; iernează în nord-estul Africii și sud-vestul Peninsulei Arabice.[14][20]

Cuibărește în Serbia, Kosovo, Macedonia (unde majoritatea intergradează cu subspecia nominată phoenicurus), nord-estul Greciei, sudul Bulgariei, nord-vestul (Tracia), vestul, centrul și estul Turciei (unde majoritatea populațiilor cuibăritoare, probabil împreună cu cele din nordul Caucazului, intergradează cu subspecia nominată. La est cuibărește în sudul Ucrainei (Crimeea), sudul Rusiei, Kalmîkia, Georgia, Armenia și Azerbaidjan, până în Iran (în principal în nord-vest, munții Elburz și Zagros și vestul Kopetdagului), vestul Turkmenistanului (este necesară confirmarea), posibil cuibărește și în nordul Irakului (unde majoritatea populației cuibăritoare probabil intergradează cu subspecia nominată), și posibil în Uzbekistan, sud-vestul Tadjikistanului și nord-vestul Afganistanului (dar nu există înregistrări confirmate).  Cuibărește rar în Liban (în principal pe pantele munților din Liban și munții Antiliban), iar în 2007 a fost găsit că cuibărește în număr mic în munții costieri din Siria.
În timpul iernii este prezent în număr mic în sud-vestul Arabiei Saudite și Yemen, dar majoritatea iernează în estul Africii subsahariene în Eritreea, Sudanul de Sud (la est de Nil) și în vestul și centrul Etiopiei, unde se suprapune cu subspecia nominată.

## Taxonomia
Denumirea științifică Motacilla Phœnicurus a codroșului de pădure a fost dată de Carl Linnaeus în 1758, terra typica Suedia.
Analiza secvențială a genei citocromului-b a confirmat faptul că codroșul de pădure împreună cu codroșul de munte (Phoenicurus ochruros), codroșul lui Hodgson (Phoenicurus hodgsoni), codroșul daurian (Phoenicurus auroreus), codroșul caucazian (Phoenicurus erythrogastrus) și codroșul cu gât alb (Phoenicurus schisticeps) formează un grup central în  cadrul speciei Phoenicurus.
Având în vedere diferența generală clară a penajului masculului, subspecia samamisicus pare a fi un candidat probabil pentru o specie distinctă. Cu toate acestea, diferențele vocale nu coincid cu hotarele subspeciei și sunt necesare mai multe studii ale ADN și a variației morfologice în regiunile învecinate cu arealul subspecia phoenicurus.
Codroșul de pădure hibridizează cu codroșul de munte (Phoenicurus ochruros).

## Năpârlirea
Năpârlirea postnupțială completă a adultului are loc, de obicei, din iulie până la începutul lui septembrie, în apropierea locului de cuibărit. Păsările adulte năpârlesc complet  în perioada postnupțială de obicei de la începutul lunii iulie (uneori din iunie, începând cu remigele primare), năpârlirea este finalizată la sfârșitul lui iulie și începutul lui septembrie.  Păsările adulte care au depus o singură pontă încep să năpârlească mai devreme, înainte celor care au depus două ponte, primele la sfârșitul lui august au penajul complet de iarnă, în timp ce cele din urmă termină năpârlirea în septembrie.
Juvenilii suferă o năpârlirea post-juvenilă parțială la sfârșitul verii în iulie - august, timpul năpârlirii depinde de vârsta la care au părăsit cuibul, dar de obicei la vârsta de 5-7 săptămâni, năpârlirea se finalizează de la începutul lui iulie până la mijlocul lui septembrie (dar unii poartă încă penajul juvenil la sfârșitul lui septembrie și există dovezi că unii năpârlesc în cartierele de iernat între decembrie și martie).
Năpârlirea post-juvenilă atinge penele capului și corpului, tectricele supraalare mici și mijlocii și unele sau toate tectricele supraalare primare, la subspecia nominată toate tectricele supraalare mari pot fi păstrate de la penajul juvenil sau sunt înlocuite 1-3 tectrice supraalare mari interne. Remigele aripilor (inclusiv terțiarele) și rectricele cozii nu năpârlesc și sunt păstrate de la penajul juvenil.
Subadulții din prima iarnă a subspeciei samamisicus înlocuiesc toate supraalare mijlocii și până la șase supraalare mari interne.
După cât se pare nu are loc o năpârlire prenupțială în timpul iernii.
În Republica Moldova juvenilii năpârlesc de la sfârșitul celei de-a doua decade a lunii iulie până la mijlocul lui  septembrie, iar păsările adulte de la sfârșitul lui iulie până în ultimele zile a lui septembrie.

## Habitatul

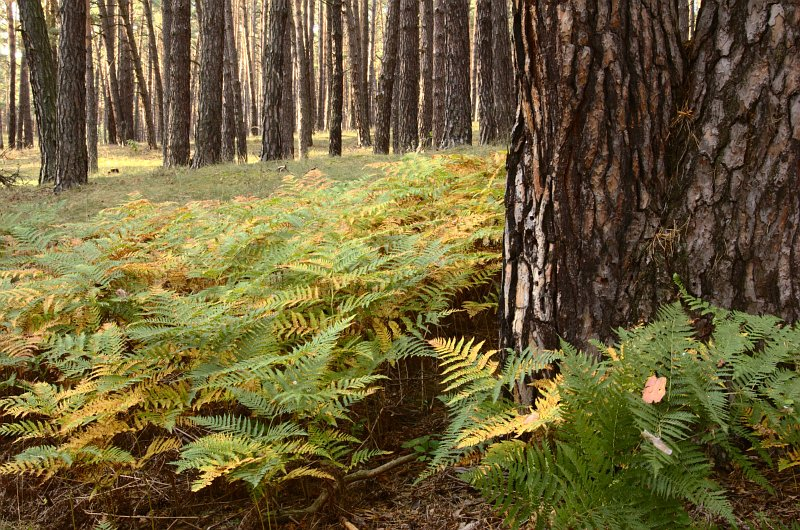
În nordul Europei codroșul de pădure cuibărește în pădurile bătrâne de pin

Cuibărește pe terenuri deschise acoperite cu copaci bătrâni din regiunile de câmpie și montane, inclusiv în pajiști vechi cu arbori răzleți, în parcuri și grădini, în păduri deschise (inclusiv la marginile pădurilor și în poiene), în lande și crânguri mici, preferând de obicei subarboretul răzleț semi-deschis sau ierbaceu și mulți copaci bătrâni sau cu vârfuri retezate cu locuri potrivite pentru cuiburi.
Habitatul său original pentru cuibărit este stepele acoperite cu păduri, și codroșul de pădure încă cuibărește frecvent astăzi în acest tip de habitat, cum ar fi landele cu arbori răzleți de pini. Numeroase alte tipuri de habitate împădurite sunt de asemenea ocupate, cu o preferință evidentă pentru sectoarele cu arbori uscați și arbori bătrâni cu scorburi: păduri de foioase, păduri mixte, păduri de pini (pinet), păduri de zadă, plantații liniare și crânguri.
În nordul Europei cuibărește în pădurile subarctice montane de mesteacăn și în arborii din tundră. În centrul și sudul Europei cuibărește în pădurile de foioase sau mixte de foioase și conifere (de exemplu, în păduri deschise de mesteacăn și pin), dar și în multe habitate intermediare, cum ar fi landele și locurile părăginite cu copaci bătrâni răzleți, sălcii (Salix) cu coroana tunsă de-a lungul pâraielor și șanțurilor, în ținuturi deluroase deschise cu ziduri și clădiri vechi de piatră.
În Rusia preferă de obicei pădurile de foioase și mixte, mai puțin pădurile de pini. În estul arealului cuibărește, de asemenea, în păduri deschise de zadă și pini (dar de obicei evită plantațiile dese de pin sau molid, cu excepția cazului în care sunt instalate cuiburi artificiale). În nordul Africii (Maroc) cuibărește în pădurile de stejar bătrân (Quercus ilex și Quercus faginea) și în pădurile de conifere de brad (Abies maroccana) sau cedru (Cedrus atlantica) la altitudini de 1500-2200 m. De-a lungul întregului areal preferă mult pădurile cu stejari răzleți, dar pădurile rare sunt mai puțin atractive după cinci ani de regenerare a vegetației. În Iran cuibărește și în padurile de fistic și migdal din zonele muntoase din Kerman. Poate cuibări în păduri pure de conifere, dar cuibărește foarte rar în pădurile de pin maritim (Pinus pinaster) din Landes (Franța).

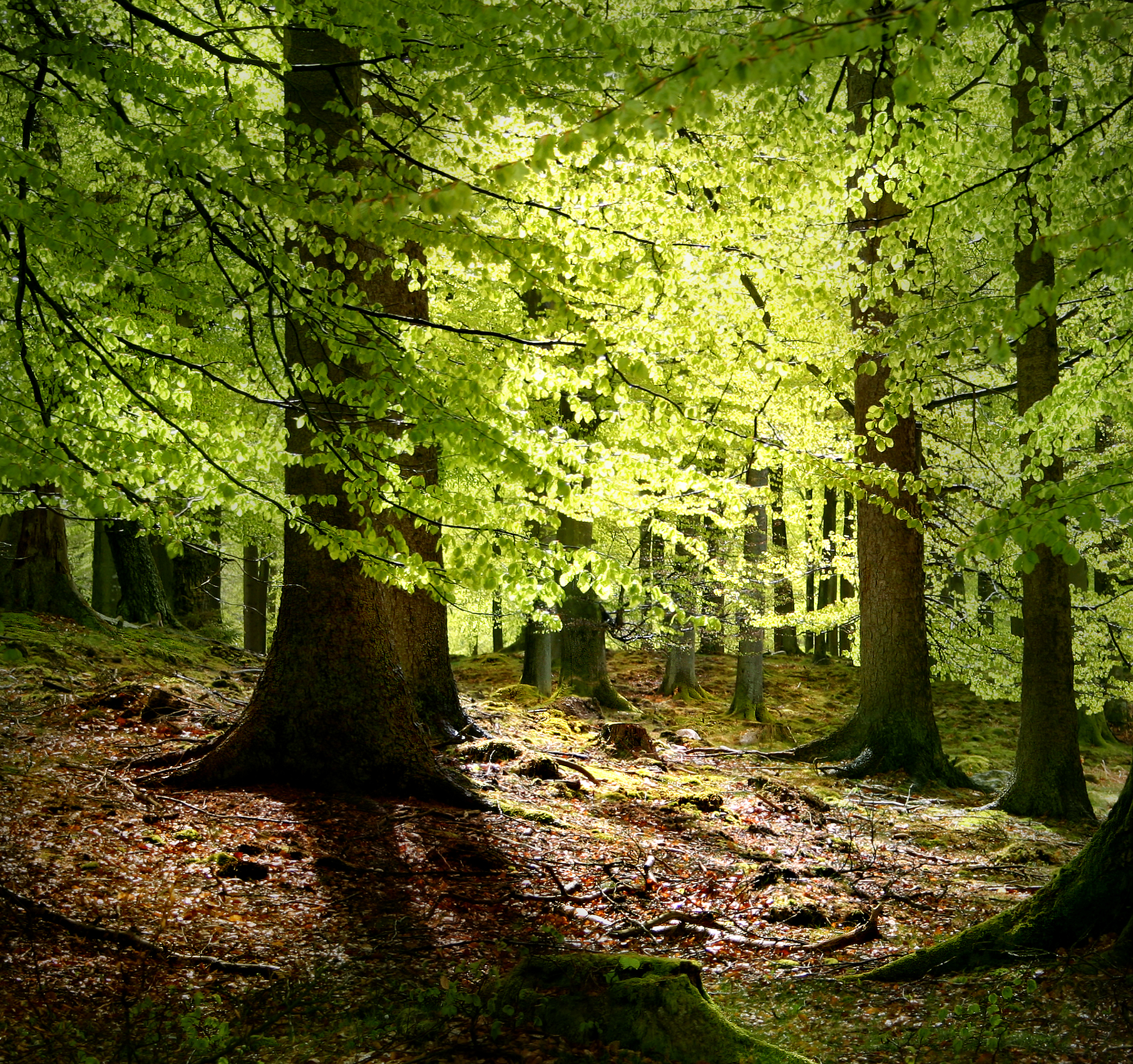
În sudul Europei codroșul de pădure cuibărește în pădurile bătrâne de foioase

În plus, această pasăre s-a adaptat pentru a trăi aproape de oameni în orașe și sate: este o specie tipică în livezi și se întâlnește destul de frecvent în parcuri și grădini mari, uneori și în orașele mari.  În grădinile și parcurile vechi și în cimitirele cu copaci răzleți, și în Berlinul suburban (Germania) densitățile locurilor de cuibărit sunt de până la 14 ori mai mari decât în pădurile închise. Cuibărește în număr mic în cimitirul Père Lachaise din Paris.
Uneori cuibărește în sălcișuri de-a lungul râurilor, în ruine și cariere. Contrar numelui său vechi francez de "privighetoare de stâncă" (Rossignol de muraille), nu este neapărat asociat cu mediul stâncos, care este în principal habitatul altor specii de codroși (codroșul de munte). Cu toate acestea, el nu evită terenurile accidentate și adesea frecventează zonele stâncoase cu arbori.
În timpul iernii este întâlnit mai ales în savana cu tufișuri, inclusiv în mărăcinișurile din savana aridă cu acacia (Acacia), în tufișuri și desișuri, păduri xerofile deschise sau luminoase, în curmali (Phoenix dactylifera), în acacia de pe malul apelor, în terenuri cultivate (inclusiv în jurul oazelor deșertice), în parcuri suburbane mari și grădini, până la 2000 m. În timpul iernii în Sahel, este foarte numeros în regiunile cu păduri cu arbori foarte deși.
Codroșul de pădure poate fi văzut în timpul migrației în majoritatea tipurilor de habitate deschise sau semi-deschise. În timpul pasajului poate fi întâlnit aproape peste tot unde există tufișuri multe și hrană suficientă, dar mai ales pe promontoriile de pe țărmurile mărilor și pe insulele cu arbuști, tufe sau arbori. În Arabia Saudită este întâlnit în timpul pasajului și iarna în pădurici de palmieri și tamariscă.
Cuibărește de la nivelul mării până la limită superioară a pădurilor în Europa și Rusia. Se ridică la altitudini de până la 1500 m în Pirinei și peste 2000 m în Alpi, mai ales în pădurile de zadă. În Maroc cuibărește la 1500-2200 m; în Azerbaidjan poate cuibări până la 2400 m; în Eritreea și Etiopia se întâlnește de la nivelul mării până la 2.740 m (subspecia phoenicurus) sau până la 2.970 m (subspecia samamisicus), iar în Yemen în timpul iernii este întâlnit la 600-2.800 m. În pădurile din nordul Etiopiei se întâlnește la peste 600 m, subspecia nominată phoenicurus de obicei la altitudini mai mari decât subspecia samamisicus.

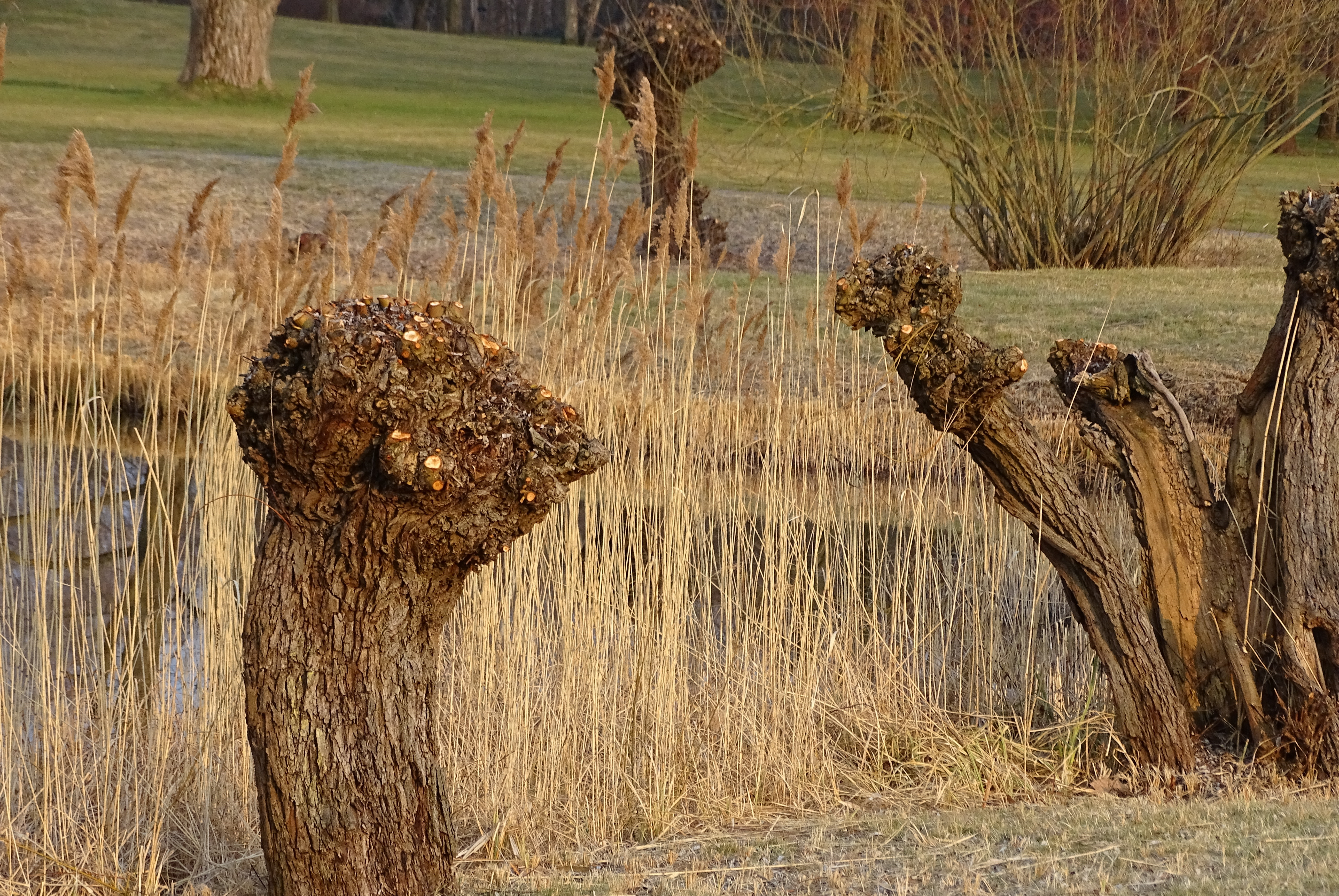
În România codroșul de pădure cuibărește adesea în sălcișurile retezate de pe cursul inferior al râurilor

În România codroșul de pădure este o pasăre comună în toate pădurile de foioase și mixte, ajungând până la limita inferioară a coniferelor. Preferă zăvoaiele apelor, pădurile de luncă, cele de stejar, răchitișurile, parcurile, livezile și grădinile, dar și locurile cu ziduri vechi. În perioada de migrație se întâlnește și în zonele cu tufe și arbuști. Vara este o specie foarte comună, însă frecvența ei variază de la o zonă la alta, remarcându-se cea mai mare densitate în pădurile întinse de sălcii din luncile Dunării și Delta Dunării și în pădurile luminoase, umede, și în sălcișurile retezate de pe cursul inferior al râurilor, urcând și pe văile râurilor. Preferă habitatele cu mai multă umezeală, unde posibilitățile trofice sunt mai mari. Se află totuși într-o situație de declin, nemaiexistând abundența populațiilor de odinioară. Factorii antropici și schimbările mari determinate în landșafturi au determinat aceste scăderi de efective. Sunt și alți factori limitanți, cum ar fi creșterea populațiilor unor alte specii de păsări care concurează codroșul în problema elementelor ce le oferă habitatul respectiv pentru cuib, între concurenți enumerându-se țoiul (Sitta europaea) și muscarul negru (Ficedula hypoleuca). Dacă densitatea acestei specii în unele țări (Anglia) este de 20 de perechi pe km2, în România, în habitatele propice nidificării, în etapa actuală nu depășesc 10 cupluri pe km2.
În Republica Moldova codroșul de pădure este o specie comună și cuibărește în pădurile de foioase luminoase, cu poieni și rariști extinse și cu arbori seculari, scorburoși sau găunoși, în liziere, în sectoarele de luncă, în fânețe cu tufăriș bogat și în pășuni împădurite, evitând pădurile compacte; populează, de asemenea, grădinile, livezile, parcurile.

## Comportamentul
Cu toate că masculul este frumos și ușor de recunoscut, codroșul de pădure nu este întotdeauna ușor de văzut, dacă nu cuibărește lângă casa noastră. În nordul Europei este mai ales o pasăre de pădure greu de văzut, care trăiește departe de oameni în pădurile boreale bătrâne de pin, dar mai la sud trăiește destul de discret și în parcuri și grădini mari și în păduri mixte aproape de om, fără a-și face prea mult simțită prezența. Totuși, văzut o singură dată, el poate deveni o pasăre iubită datorită culorilor sale drăguțe și cântecului dulce.
Codroșul de pădure se întâlnește singur, în perechi (inclusiv iarna), grupuri mici familiale sau cârduri răzlețe, uneori (mai ales în pasaj) în cârduri mai mari. Stă mai mult cocoțat la o înălțime mică și mijlocie în locuri deschise pe tufe, arbuști și arbori, dar și pe stâlpii gardurilor și firele de la marginile drumurilor, periodic coboară pe pământ.
Este foarte activ, schimbă adesea suporturile pe care stă cocoțat. Are o ținută destul de verticală când stă cocoțat pe un suport. Poate fi observat cu ușurință în locuri deschise, de obicei nu este sperios și uneori este încrezător, de care te poți apropia ușor.
Comportamentul este asemănător cu al codroșului de munte (Phoenicurus ochruros). Adesea își tremură sau vibrează în sus și în jos coada roșcată, ușor coborâtă, când stă cocoțat sau pe pământ.
Pe pământ se mișca prin salturi scurte, de obicei cu capul sus și coada tremurândă. Are un zbor rapid, în linie dreaptă. În zbor își desface coada roșcată. La aterizare de obicei tremură din coada, adesea de mai multe ori.

## Hrana

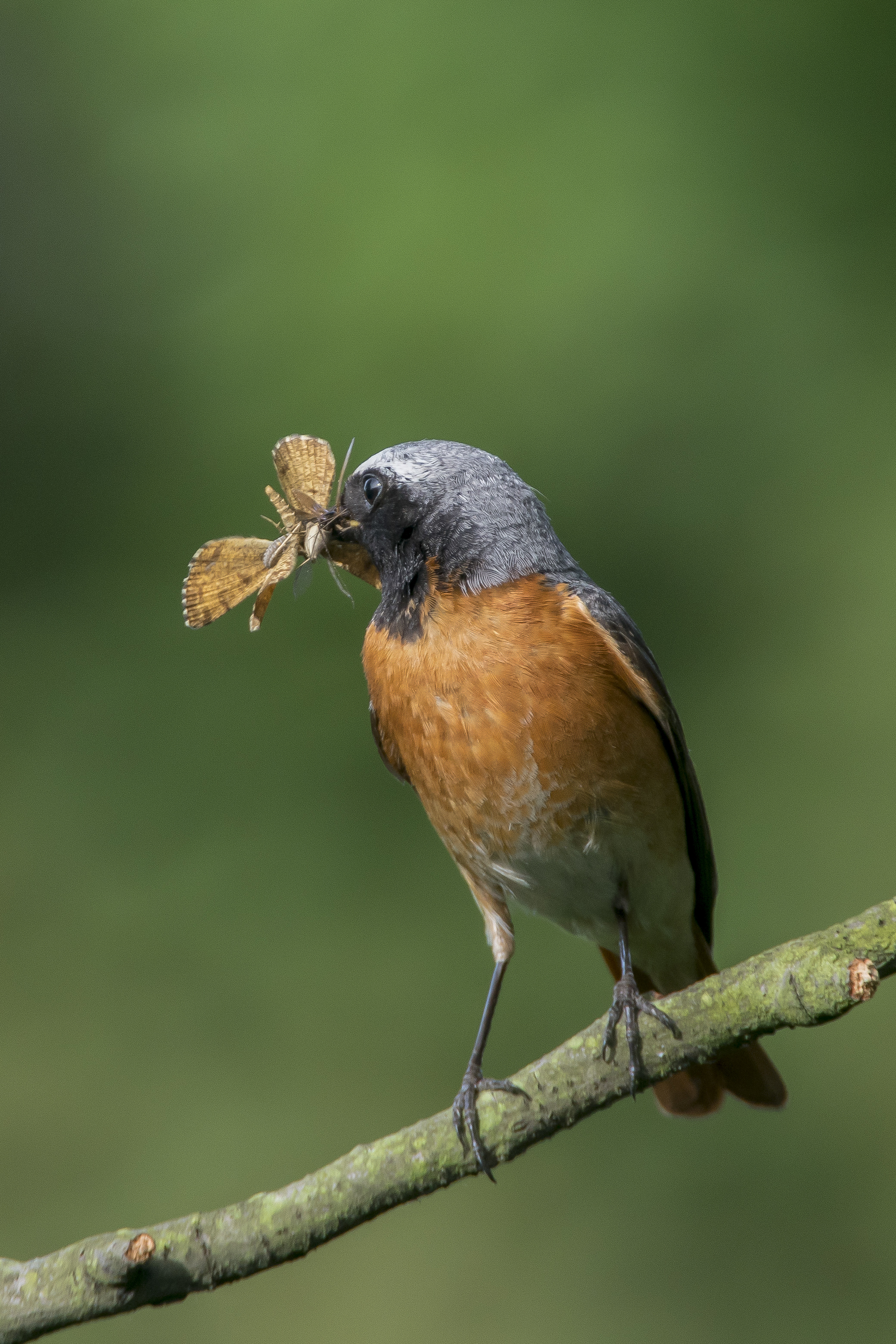
Codroșului de pădure (masculul) cu un fluture în cioc

Hrana codroșului de pădure este formată din larve și adulți de insecte și alte nevertebrate mici pe care le prinde de pe sol și din zbor. Toamna se hrănește și cu fructe sub formă de bobițe.
Hrana animală include gândaci (Coleoptera) adulți și larvele lor din cel puțin 13 familii (inclusiv gărgărițe), diptere (Diptera) adulte din cel puțin zece familii, adulți și larve de himenoptere (Hymenoptera): furnici (Formicidae), albine (Apoidea), viespi (Vespidae), viespi-ferăstrău (Symphyta) și ihneumonide (Ichneumonidae), fluturi (Lepidoptera) adulți și larvele lor din cel puțin zece familii, termite (Isoptera), neuroptere (Neuroptera), ortoptere (Orthoptera) adulte din cel puțin patru familii (inclusiv lăcuste), ploșnițe fitofage (Hemiptera) din cel puțin cinci familii, urechelnițe (Dermaptera), trihoptere (Trichoptera), efemeroptere (Ephemeroptera), libelule zigoptere (Zygoptera), păianjeni (Araneae), opilionide (Opiliones), acarieni (Acari), oniscide (Oniscidea), diplopode (Diplopoda), moluște mici (Mollusca) și râme (Lumbricidae).
Hrana vegetală include bobițe și fructe de ienupăr (Juniperus), tisă (Taxus baccata), sorb (Sorbus), mur (Rubus fruticosus), coacăz și agriș (Ribes), vuietoare (Empetrum nigrum), soc (Sambucus nigra), verigariui (Rhamnus cathartica), crușin (Frangula), sânger (Cornus sanguinea), lemn câinesc (Ligustrum vulgare), măr pădureț (Arbutus unedo), amelanchier (Amelanchier), vișine și cireșe (Prunus) și pere (Pyrus).

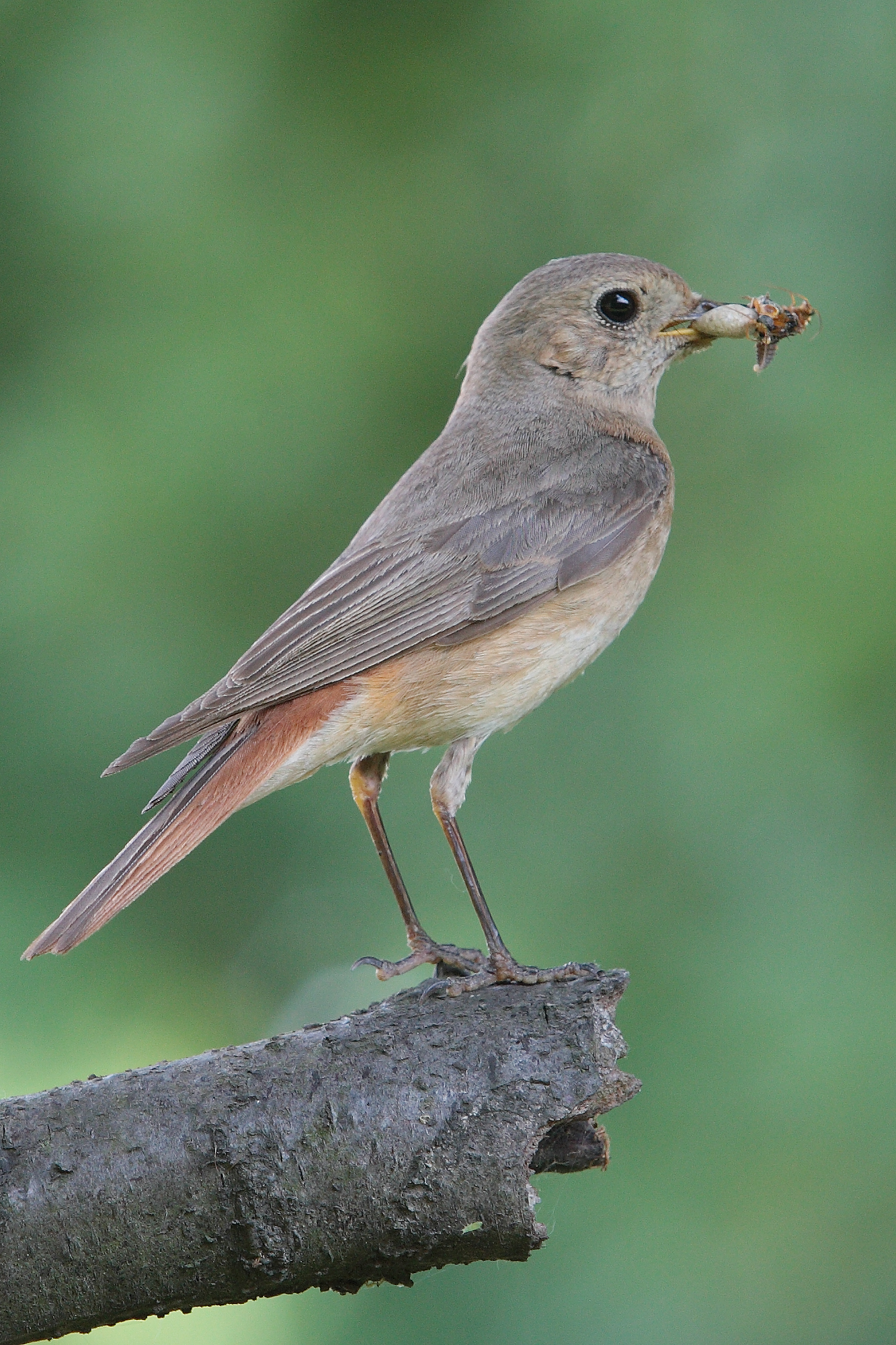
Codroșului de pădure (femela) cu o insectă în cioc

Vara în estul Germaniei, în hrana adultului au fost găsite un număr de 601 de rămășițe alimentare, din care  52% erau himenoptere, 23% gîndaci, 7% ploșnițe fitofage (hemiptere), 7% diptere și 11% altele. Primăvara și toamna în stomacurile ale 16 păsări în Crimeea s-au găsit 44% himenoptere (mai ales furnici), 38% gândaci, 8% hemiptere și 10% alte specii.
În Africa a fost văzut că se hrănește cu bobițe de salvadora persiană (Salvadora persica) înainte de migrația spre nord în martie – aceste bobițe de salvadora sunt folosite pentru a acumula rezerve necesare de grăsime înainte de migrație.
În Italia hrana adusă puilor din cuib era formată din 38% coleoptere, 31% diptere, 26% lepidoptere, 2% păianjeni și 2% crustacee. Într-un studiu din Germania hrana adusă puilor din cuib era formată din 27% de lepidoptere adulte și larvare, 22% păianjeni (procentul lor micșorându-se pe măsură ce puii creșteau), 20% gândaci (procentul lor crescând pe măsură ce puii creșteau), 11% himenoptere, 8% diptere, 6% lăcuste și 6% alte specii. În alt studiu hrana puilor din cuib era formată din 20% coleoptere, 19% lepidoptere, 18% păianjeni, 17% diptere, 11% hemiptere, 7% himenoptere și 8% alte specii. În al treilea studiu hrana puilor din cuib era formată din 59% lepidoptere, 12% coleoptere, 8% păianjeni, 6% diptere și 15% alte specii.
Codroșul de pădure își procură hrana în copaci și tufișuri, zburând agil printre ramuri, sau mai adesea stând la pândă pe un suport la o înălțime mică sau medie și se lasă la sol în zbor scurt pentru a prinde prada și apoi se întoarce cu prada în cioc pe același suport sau unul din apropiere ca să o mănânce. Culege nevertebrate din sol și de la suprafața acestuia, căutând și răscolind frunzele din litieră (comportament pe care îl are mai ales în cartierele de iernare din Africa). De asemenea, se lansează în zbor scurt de pe o creangă (în maniera specifică muscarilor) pentru a prinde insectele, inclusiv de pe partea inferioară a ramurilor sau de pe tulpinile copacilor, revenind pentru a consuma prada pe creanga de unde s-a lansat, zboară bătând rapid din aripi pentru a ciuguli hrana de pe trunchiuri, ramuri și frunze, uneori planează pe loc pentru puțin timp pentru a prinde insectele de pe marginile frunzișului tufelor sau arbuștilor. Insectele mai mari, inclusiv muștele, lăcustele și greierii le ține longitudinal în cioc și le bate de o ramură pentru a îndepărta aripile și picioarele. Masculul face mai des salturi aeriene după pradă decât femela, însă femela prinde prada mai mult din frunziș decât masculul.
Vara în pădurea boreală de mesteacăn, își procură hrana aproape în mod egal prin 3 metode (25-30% pentru fiecare tehnică): zboară spre pământ a prinde prada de pe sol, o ciugulește din frunzișul copacului sau se avântă în zbor după ea, în 12% prinde prada în covorul de iarbă și 8% de pe trunchiuri și ramuri.
Într-un studiu din Republica Moldova, efectuat de Averin și Ganea, au fost analizate conținutului a 95 de probe alimentare și s-a dovedit că în hrana acestei specii predomină hrana animală. Numai de la sfârșitul lunii iulie și până la migrația de toamnă în stomacurile codroșului de pădure s-a găsit și hrană vegetală. Hrana de origine animală reprezintă aproximativ 92%, cea vegetală  numai 8%. Printre insectele dăunătoare în stomacurile codroșului de pădure cele mai numeroase au fost moliile torcătoare (Tortricidae) - 46 de exemplare, gărgărița florilor de măr (Anthonomus pomorum) - 35 ex., cotarii (Geometridae), inclusiv cotarul verde (Operophtera brumata) – 30 ex., gândacii țestoși (Cassida) – 23 ex., nălbarul (Aporia crataegi) – 22 ex., greierul de stepă (Gryllus desertus) – 21 ex., cărăbușul verde (Anomala) – 16 ex., călugărițe (Lymantriinae) - 15 ex., cariul mărului (Scolytus mali) – 14 ex., gărgărița neagră a sfeclei (Psalidium maxillosum) – 7 ex., cărăbușul de aprilie (Rhizotrogus aequinoctialis) - 6 ex. și altele. În hrana puilor predominau omizile fluturilor, larvele gândacilor, mamornicii (Meloe), cantaridele (Cantharidae) și unele specii de gândaci, himenopterele, muștele, furnicile etc. În decursul al 16 ore a unei zile, șase pui în vârstă de șase zile au fost hrăniți în medie cu 420 de exemplare de diverse insecte, care cântăreau în total aproximativ 35 g. Pe toată perioada de cuibărit, puii dintr-o  singură pontă au mâncat cel puțin 6300 de insecte, printre care majoritatea erau dăunători ai pădurii și grădinilor. Codroșul de pădure este una dintre cele mai folositoare păsări ale României și Moldovei, deoarece contribuie la reducerea efectivului multor dăunători ai silviculturii și culturilor pomicole.

## Reproducerea

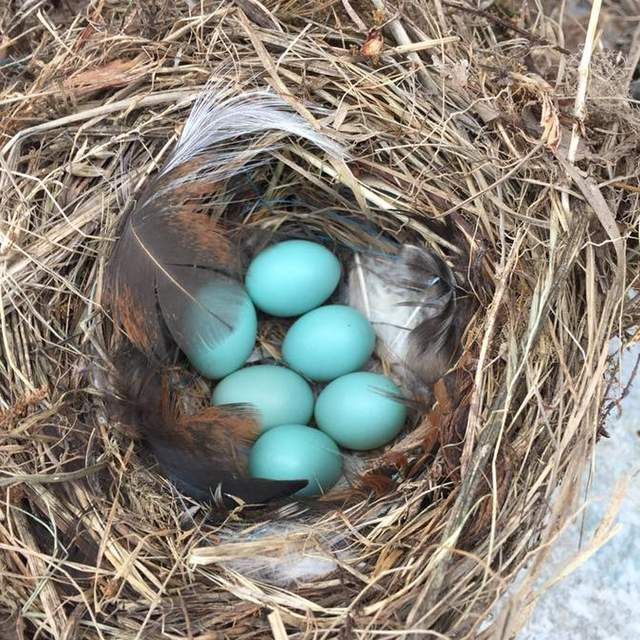
Cuibul și ouăle codroșului de pădure

Sezonul de reproducere are loc de la mijlocul lui aprilie până la sfârșitul lui iunie sau începutul lui iulie. În vestul Europei se reproduce de la sfârșitul lui aprilie până la jumătatea lui iulie, cu până la 2 săptămâni mai devreme în sudul Europei; de la sfârșitul lui mai până la sfârșitul lui iunie în nordul Finlandei; în mai-iulie în Maroc.
Masculii sosesc în locurile de cuibărit cu până la două săptămâni înaintea femelelor. Masculul în timpul paradei nupțiale se ghemuiește jos pe o ramură în fața femelei, cu capul ușor ridicat, ciocul deschis, aripile ridicate și coada răsfirată în evantai. Masculul poate urmări femela prin copaci și la aterizare adoptă același posturi sau aterizează aproape de femelă fâlfâind din aripi. Perechea formată rămâne împreună de obicei numai un sezon de reproducere, uneori aceeași pereche se formează din nou în anul următor. Există unele dovezi ale fidelității față de locurile de cuibărit, fidelitatea este mai mare la masculi (un mascul a revenit la același loc de cuibărit timp de până la șase ani). Hibridizează cu codroșul de munte (Phoenicurus ochruros).
Este o specie monogamă, dar poate fi și bigamă (când un mascul are două femele), și au fost înregistrate mai multe cazuri când două femele au depus ouă în același cuib.

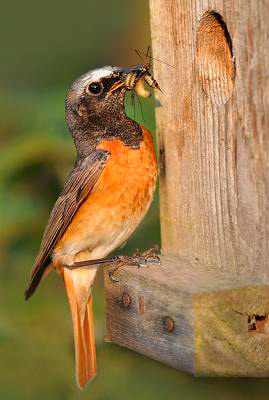
Masculul codroșului de pădure aduce mâncare puilor dintr-un cuib artificial

Teritoriul ocupat de o pereche este apărat cu înverșunare de către mascul, inclusiv față de speciile mai mari, cum ar fi graurul (Sturnus vulgaris) și capîntortura (Jynx torquilla). Mărimea teritoriului ocupat de o pereche în habitatele prielnice din Europa este în general de 0,1-1 ha. În Europa Centrală mărimea medie a teritoriului ocupat de o pereche este de circa 1 ha, cu densități de 58 teritorii pe km2 în pădurile de foioase din New Forest (Anglia), 67 teritorii pe km2 în pădurile de stejar din Țara Galilor, până la 120 perechi pe km2 în parcurile și grădinile din Elveția și 266 de perechi pe km2 în pădurile din estul Germaniei.
Masculul alege singur locul cuibului, după care încearcă să atragă femela la intrarea într-o scorbură prin etalarea penelor cozii deschise. Cuibul este construit în întregime de către femelă, care îl definitivează în aproximativ 5 zile.

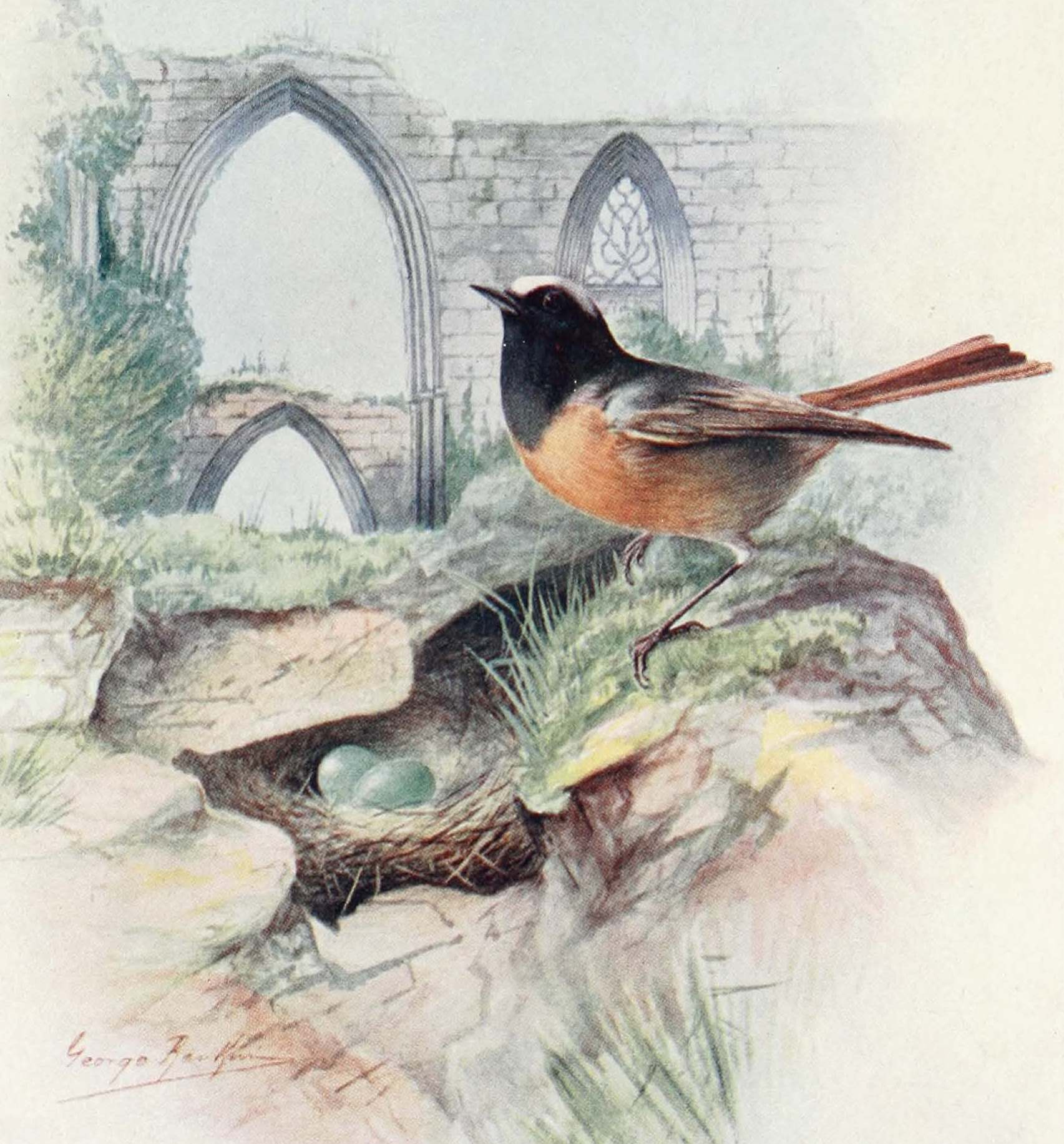
Codroșul de pădure și cuibul său construit prin ruine după Landsborough Thomson.

Cuibul este de obicei amplasat la o înălțime de 1-6 m deasupra pământului de obicei în scorburile copacilor (salcie, plop, păr, măr, nuc etc.), în cuiburi vechi de ciocănitoare, rândunică sau de țoi. În lipsa scorburilor, își face cuibul în cioturi putrede, bușteni vechi, în grămezi de crengi uscate, printre stivele de lemn din pădure, în crăpăturile trunchiurilor, sub scoarța copacilor, acolo unde aceasta este depărtată de lemn, etc. Mai poate cuibări și în crăpături din maluri și stânci și diverse alte locuri, chiar în găuri în pereții vechi ai unor clădiri și edificii, mai rar pe pământ printre rădăcinile copacilor.  În locurile unde scorburile naturale de obicei lipsesc, ocupă cu plăcere cuiburile artificiale, dacă acestea sunt puse în habitatul optim pentru specie, ceea ce facilitează atragerea lui în diferite habitate, fapt foarte important pentru protejarea acestei specii. De obicei o latură a cuibului este orientată spre teren deschis, adesea spre sud sau sud-est.

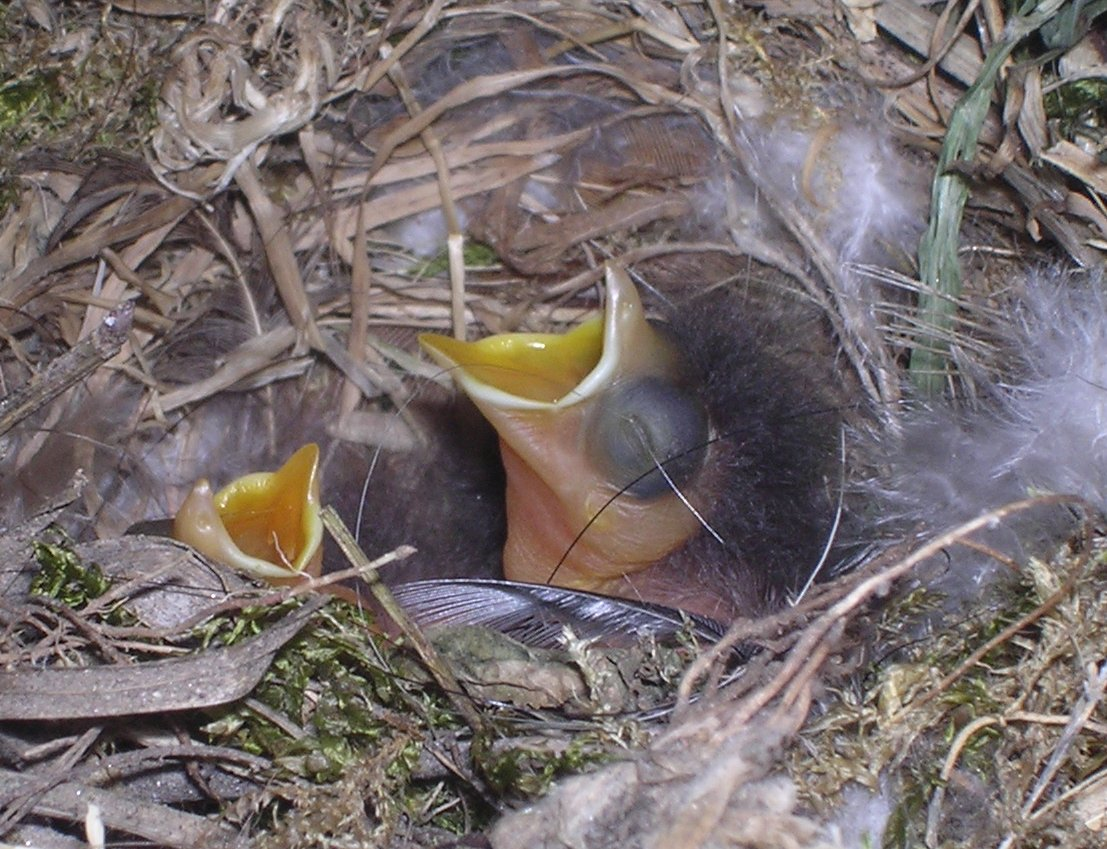
Puii codroșului de pădure în vârstă de 2 zile

S. Pașcovschi relatează câteva cazuri de amplasare curioasă a cuiburilor codroșului de pădure (codroșului de grădină) în România. O pereche din această specie și-a ales locul de cuibărit în mijlocul Bucureștiului, în parcul de la Bufet (Șoseaua Kiseleff), într-un stâlp metalic de model vechi pentru lumină electrică. Stâlpul era gol, iar la aproximativ 1,2 m deasupra pământului avea o spărtură prin care intrau păsările. Cuibul era împletit în jurul firelor electrice izolate din interiorul stâlpului. La 9.VI.1958 cuibul era încă gol și codroșii erau ocupați cu finisarea albiei; la 5.VII erau pui de aproximativ o săptămână. Alt cuib interesant de aceiași specie a fost văzut la 4. VI. 1965, în pădurea Buriașu, aproape de gara Periș de pe linia București — Ploiești. Era așezat în căsuța de termometre a unei stații meteorologice instalate în mijlocul pădurii. Pe podeaua căsuței într-un colț era îngrămădită neregulat o mulțime de materiale diverse, iar la mijloc era împletit ceva mai îngrijit cuibul propriu-zis. Păsările intrau și ieșeau într-un loc unde șipcile peretelui erau ceva mai îndepărtate. La data de mai sus erau cinci pui pe jumătate crescuți. Observatorul meteorolog a povestit că păsările nu se temeau de loc de el; în timpul clocitului femela nu părăsea cuibul nici când el deschidea căsuța și umbla mai mult la aparatura meteorologică.
Cuibul are o formă unei cupe și este împletit lax din iarbă (fire de graminee uscate), rădăcinuțe, fibre de scoarță, mușchi, diverse alte resturi uscate vegetale și este căptușit în interior cu păr de animale (inclusiv lână) și pene. 
În România Dombrowski a găsit că cuibul stătea totdeauna în găurile copacilor; căptușeala în interior este foarte moale, compusă din păr de animale, pene, mușchi etc.

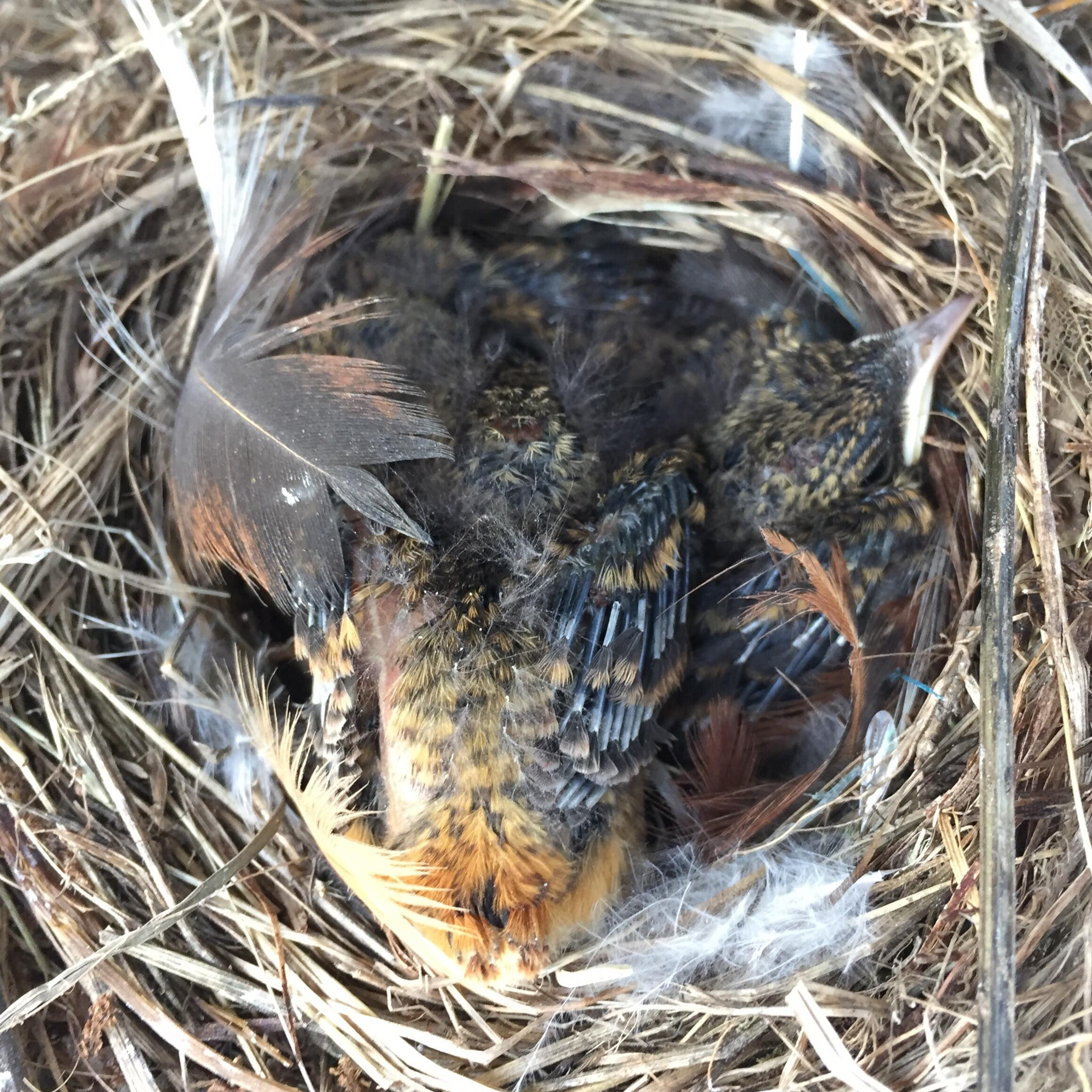
Cuibul cu pui a codroșului de pădure

În nordul arealului de cuibărit o pereche depune o singură pontă într-un an, iar în zonele sudice (inclusiv sudul Europei) de obicei depune două ponte într-un an.
În România prima pontă este depusă la începutul lunii mai, iar a doua pontă o depune la mijlocul lui iunie. Cel mai timpuriu cuibar complet a fost găsit de Dombrowski în România la 3 mai 1900; cel mai târziu cuibar proaspăt, cu cinci ouă, la 21 iunie 1898. În Republica Moldova prima pontă este depusă la sfârșitul lui aprilie, începutul lui mai, a doua pontă o depune în iunie-iulie.  Cele mai multe date despre reproducerea codroșului de pădure a fost adunate de Averin și Ganea în raioanele centrale și sudice ale Transnistriei, precum și în Codri. Aici, din 1955 până în 1968 au fost găsite 130 de cuiburi. Cele mai timpurii ponte au fost observate pe 3 mai 1959 și pe 19 mai 1968, cele mai târzii ponte au fost găsite pe 28 iunie 1958 (Grădina Botanică a Academiei de Științe a Moldovei, Chișinău) și pe 29 iulie 1956 (cu cinci pui în vârstă de 10-11 zile). Deci, perioada posibilă a depunerii ouălor la codroșul de pădure durează aproximativ două luni. Însă în majoritatea cuiburilor, ouăle sunt depuse în prima decadă a lui mai și în prima decadă a lui iunie. Aceasta indică că sunt depuse două ponte.
Numărul cuiburilor în care a început ponta codroșului de pădure (după 130 de cuiburi) în Republica Moldova.
| Locul observației  | I-a decadă a lui mai | II-a decadă a lui mai | III-a decadă a lui mai | I-a decadă a lui iunie | II-a decadă a lui iunie | III-a decadă a lui iunie |
| ------------------ | -------------------- | --------------------- | ---------------------- | ---------------------- | ----------------------- | ------------------------ |
| Raioanele de nord  | 12                   | 2                     | 1                      | 7                      | 5                       | 1                        |
| Raioanele centrale | 15                   | 6                     | 2                      | 9                      | 6                       | 1                        |
| Raioanele de sud   | 23                   | 10                    | 4                      | 13                     | 10                      | 3                        |
| Total              | 50                   | 18                    | 7                      | 29                     | 21                      | 5                        |

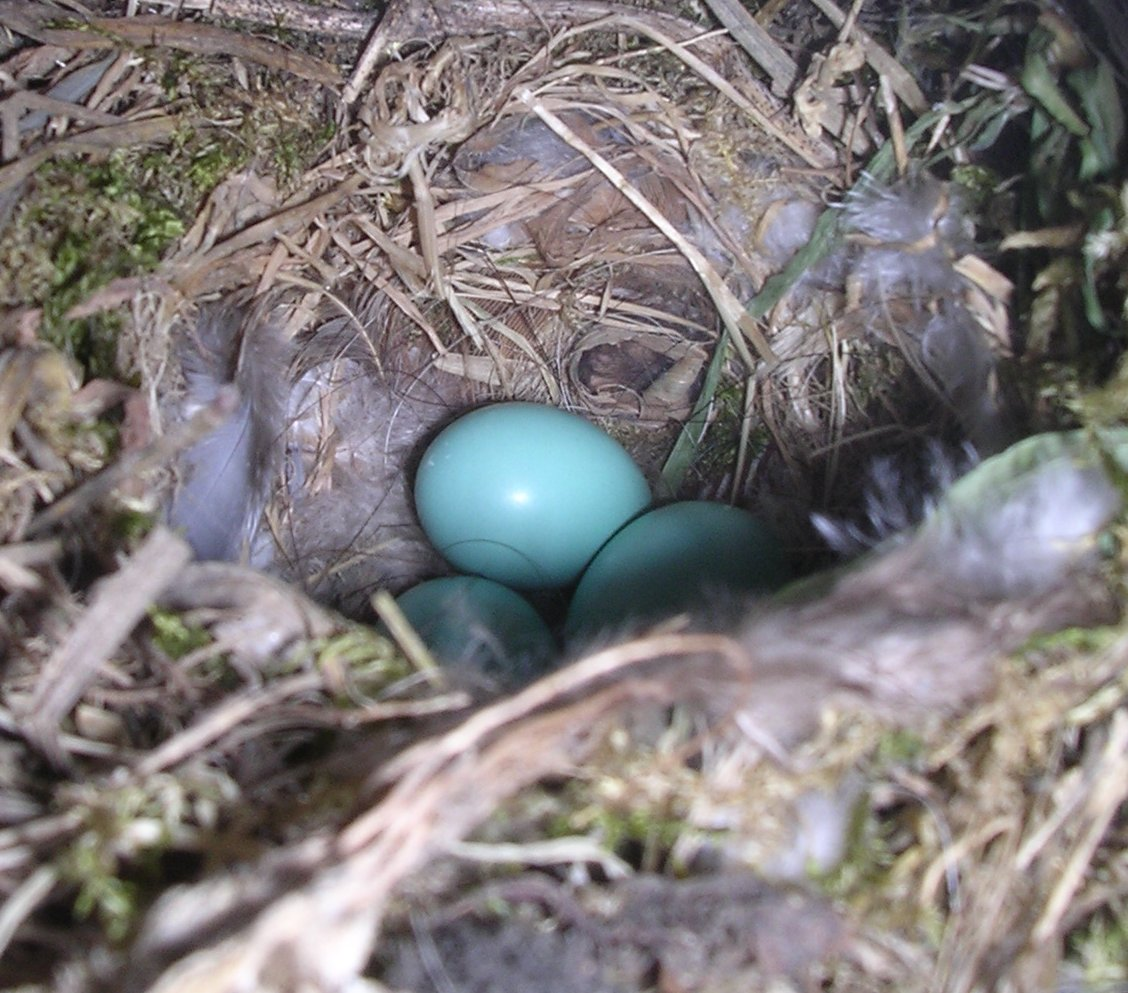
Cuibul cu ouă a codroșului de pădure

Ponta constă din 2-7 ouă ( de obicei 5–7 ouă), mărimea pontei se mărește cu latitudine, dar este mai mică în pontele depuse mai târziu vara, iar păsările mai bătrâne depun mai multe ouă decât cele tinere. Ouăle au o culoare uniformă albastru-deschisă până la albastru-verzuie, uneori cu pete mici fine roșiatic-închise. Dombrowski a găsit că în România numărul ouălor oscilează dela patru până la șapte; odată el a găsit opt; șapte erau normalul la primul cuibar. O sută de ouă măsurate de Dombrowski au rezultat în medie: 18,5×13,5; maxim. 21×14; minim. 17×12,9 mm
Incubația este asigurată numai de către femelă și durează 12-14 zile. În Republica Moldova eclozarea puiilor din prima pontă are loc la sfârșitul celei de-a două decade - începutul celei de-a treia decade a lunii mai. Eclozarea puilor din a doua pontă are loc la sfârșitul lui iunie.
Puii rămân în cuib 12-15 zile de la eclozare, chiar și 20 de zile. Perioada de hrănire variază în funcție de abundența hranei. Ambii părinți hrănesc puii, dar în primele 3-4 zile, femela hrănește puii mai puțin, deoarece încălzește puii. I. Korodi Gal (1958) consideră că puii în vârstă de 3 zile sunt hrăniți numai de mascul. Începând cu a patra zi, femela participă la hrănirea puilor. Observațiile au arătat că pe vreme senină, părinții aduc mâncare aproximativ de 400 de ori pe zi puilor în vârsta de 8-10 zile. Păsările adulte au adus mâncare puilor din cuib cel mai des de la ora 5 până la ora 8, de la ora 12 până la ora 14, și de la ora 17 până la ora 19.

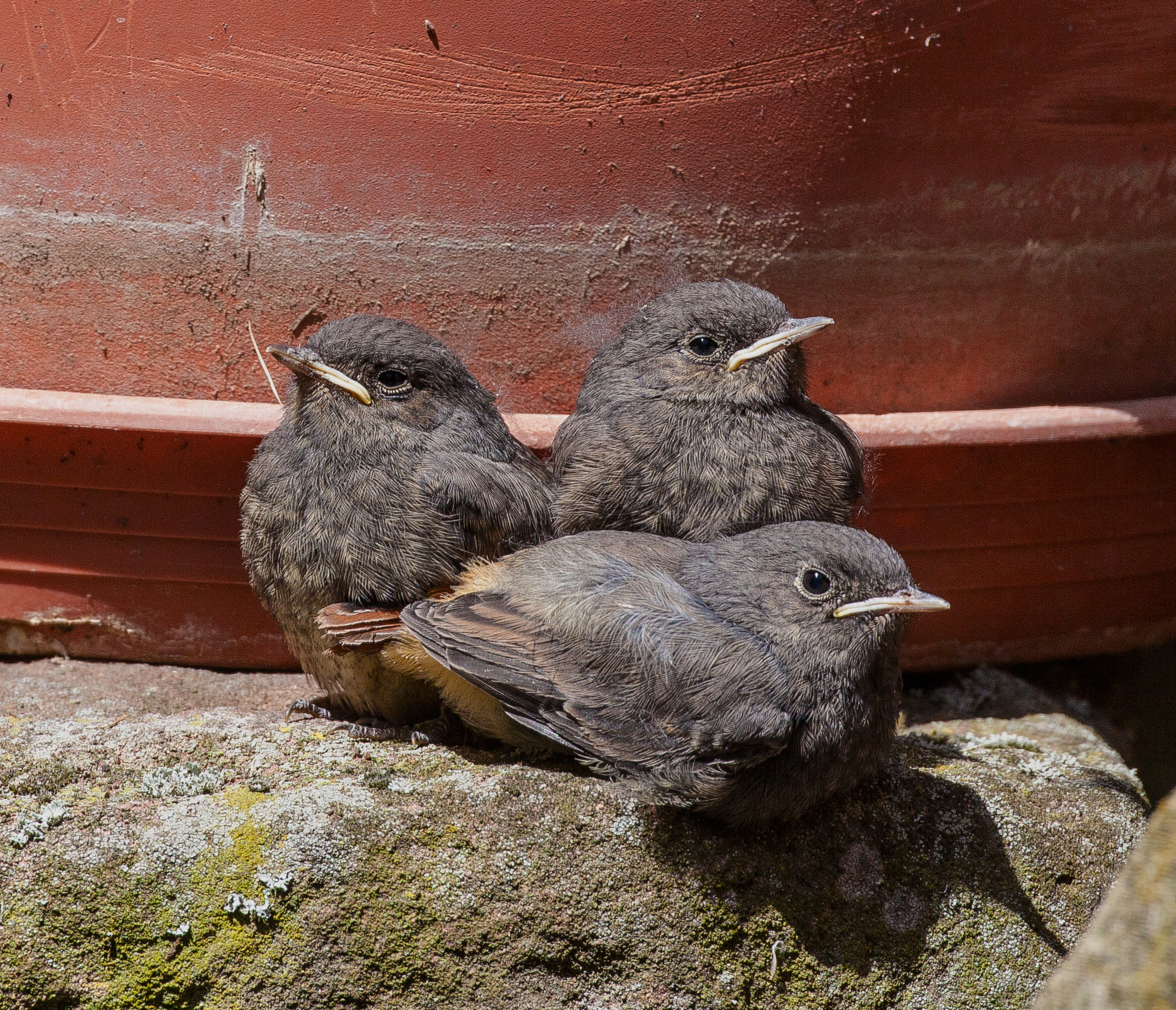
Puii codroșului de pădure au părăsit cuibul și așteaptă părinții cu mâncare

Puii părăsesc cuibul după 12-15 zile de la eclozare. Puii pot părăsi cuibul înainte de a putea zbura, și rămân dependenți de părinți încă 10-14 zile, ei devin independenți de obicei la trei săptămâni după ce au părăsit cuibul. În Republica Moldova puii din prima pontă părăsesc cuibul la sfârșitul lui mai - începutul lui iunie, cei din a doua pontă la sfârșitul lui iunie - începutul lui iulie.
Cuibul acestei specii este frecvent parazitat de către cuc (Cuculus canorus) (în 20% de cazuri într-o zonă din Finlanda). Într-o populație cuibăritoare în cuiburile artificiale din nordul Finlandei au fost găsite că până la 31% de cuiburi conținea ouă de cuc, deși majoritatea ouălor erau în afara cupei cuibului și procentul efectiv de parazitism a fost de numai 12,8%.

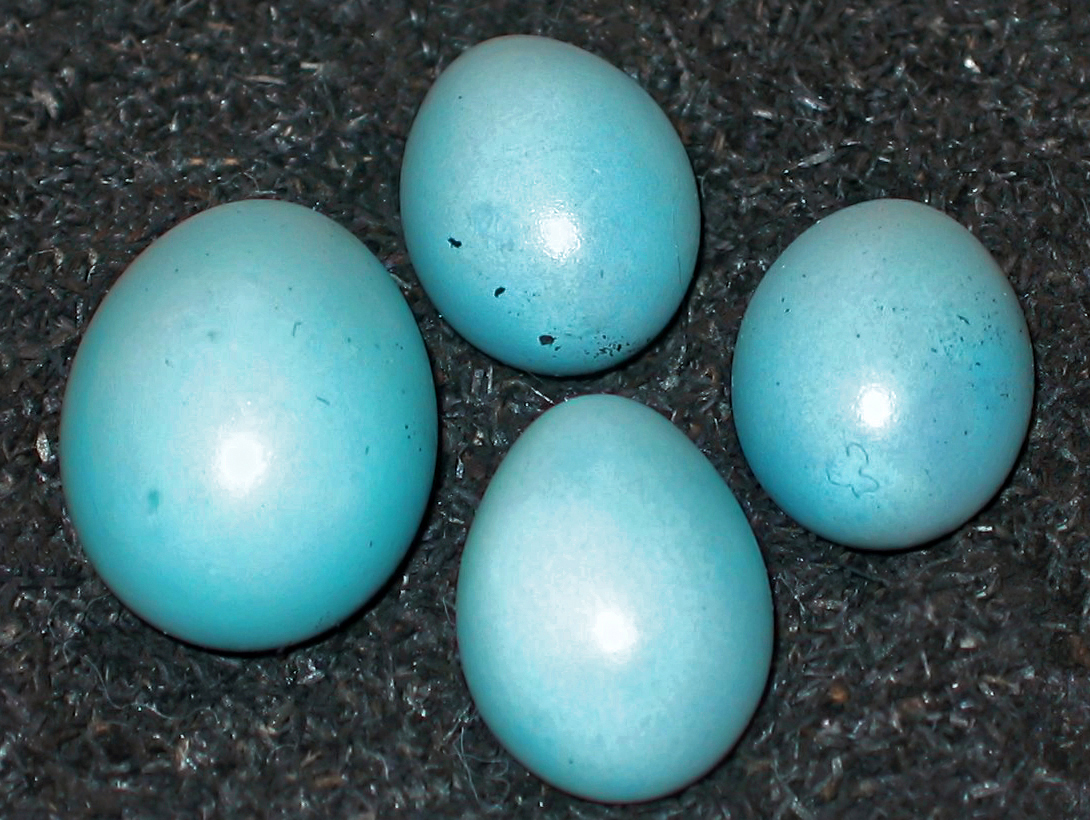
Ouăle cucului (stânga) și codroșului de pădure

Cuiburile din scorburi și cavități a codroșului de pădure stimulează cucul să-și depună ouăle în aceste cuiburi. Cuiburile sunt adesea ocupate și prădate de capîntortură (Jynx torquilla) și graur (Sturnus vulgaris), care îndepărtează ouăle sau puii codroșului.
Din 479 de ouă în 76 de cuiburile codroșului de pădure din Finlanda, 81% au eclozat și 92% din puii eclozați au părăsit cuibul, succesul reproductiv în ansamblu fiind de 75%, iar în medie 4,7. Într-un alt studiu din nordul extrem al Finlandei (într-o zonă de cuibărit marginală), au eclozat 0,91 din ouă și au părăsit cuibul 0,89 din puii eclozați, și numai precipitațiile abundente au scăzut supraviețuirea puilor din cuib. Mortalitatea anuală a păsărilor în primul an de viață este de 79%, mortalitatea anuală a adulților - 62%, mortalitatea anuală per ansamblu (în Finlanda) este de 51%. Cauzele mortalității în rândul păsărilor inelate din nord-vestul Europei sunt animalele prădătoare domestice - 18%, omul (accidental) - 24%, omul (deliberat) - 49%, alte - 9%.
În Republica Moldova, pierderile ouălor și puilor uneori ajunge la 42–45% în raport cu numărul inițial de ouă depuse. De exemplu, din cele 219 de ouă depuse și monitorizate în Republica Moldova au eclozat numai 126 de pui, 52 de ouă au fost jefuite de nevăstuici (Mustela nivalis), jderi (Martes), pârși (Gliridae) și alte animale prădătoare, 7 ouă au fost distruse de cuc (Cuculus canorus), 25 ouă (din 4 ponte) au fost aruncate de codroșul de pădure din motive necunoscute și 9 ouă s-au dovedit sterile. Dintre cei 126 pui eclozați au devenit zburători și au părăsit cuibul numai 91; 27 au murit în cuiburi din motive necunoscute, 8 au fost sfâșiați probabil de pârși.
De obicei atinge maturitatea sexuală și se reproduce la vârsta de un an, dar uneori abia în a treia sau a patra vară. Vârsta la care ating maturitatea sexuală este variabilă, într-un studiu, 59% dintre indivizi (75% masculi, 42% femele) s-au reprodus la vârsta de un an.
Longevitatea maximă înregistrată a fost de 9 ani 6 luni,10 ani și 3 luni.

## Deplasări sezoniere
Codroșul de pădure este o pasăre migratoare, iernează la sud sau la sud-vest de arealul de cuibărit, subspecia nominată iernează în principal în Africa la sud de Sahara, subspecia samamisicus iernează în nord-estul Africii și sud-vestul Peninsulei Arabice. Migrează în special noaptea, singur sau în cârduri mici, răzlețe (câteodată în cârduri mari), deplasându-se în principal de-a lungul coastelor, insulelor și oazelor deșertice. Primăvara masculii încep să migreze spre locurile de cuibărit de obicei cu până la două săptămâni înaintea femelelor. Există unele dovezi că cel puțin o parte a populației migratoare fac popasuri de câteva zile pentru a se hrăni în timpul migrației de toamnă și de primăvară, în special cele care traversează Marea Mediterană sau Sahara. De asemenea, există unele dovezi că păsările tinere inelate se întorc în locurile natale sau din apropiere; o femelă s-a întors în același loc din nordul Nigeriei trei ierni succesive.
Subspecia nominată phoenicurus pleacă din locurile de cuibărit din Europa și Rusia de la mijlocul lui august, cu un pasaj de vârf în a doua jumătatea a lui septembrie, pasajul scăzând în prima jumătatea a lunii octombrie.
Toamna, populațiile din vestul, centrul și nordul Europei se deplasează prin Iberia pe o perioadă lungă de timp, de la mijlocul lui august până la începutul lui noiembrie și prin vestul Mediteranei și ajung în nord-vestul Africii, unele rămânând în nordul Saharei (regulat în ianuarie-februarie în nordul Marocului și nordul Algeriei, rareori mai la est până în Egipt). Populațiile cuibăritoare din centrul și nord-vestul Europei se deplasează inițial în direcția sud-vest spre sud-vestul Franței, Spania și Portugalia, un număr mai mic se deplasează în direcția sud-est spre Italia, preferând să facă popasuri în Iberia, cu puține recuperări a păsărilor inelate în nord-vestul Africii, ceea ce sugerează că păsările se deplasează din Iberia spre cartierele de iernat aflate mai la sud în zbor unic, fără popasuri. Păsările inelate din nordul Scandinaviei se deplasează în mai multe direcții, fiind recuperate în Iberia, Italia și Balcani, în timp ce păsările din Polonia și regiunea baltică se deplasează inițial spre nordul Italiei.
Populațiile estice se deplasează prin estul Mediteranei, în pasajul de toamnă este foarte comună în Israel, în special de la jumătatea lui august până la jumătatea lui noiembrie, comună în Iordania de la mijlocul lui septembrie până la jumătatea lui noiembrie, dar are un pasaj relativ slab în Bahrain în septembrie - noiembrie. Pasajul principal prin Turcia are loc de la mijlocul lui septembrie până la începutul lui octombrie, dar unele, probabil cele imature părăsesc locurile de cuibărit în august sau chiar la sfârșitul lui iulie, iar ultimul pasaj are loc la jumătatea lui noiembrie. Trec în pasaj prin Cipru de la jumătatea lui august sau începutul lui septembrie până în octombrie, uneori noiembrie. În Azerbaidjan, pasajul de toamnă are loc de la jumătatea lui septembrie până la jumătatea lui noiembrie. În Mongolia pleacă din locurile de cuibărit până la sfârșitul lui august și începutul lui septembrie și sunt frecvent înregistrate în pasaj lângă Urumqi, capitala regiunii autonome Xinjiang, din nordul Chinei. Din sudul Kazahstanului pleacă de la sfârșitul lui iulie, dar ca și în Turcia pasajul principal are loc mai ales în septembrie, scăzând în octombrie. Subspecia samamisicus pleacă din Caucaz în aproximativ același timp sau puțin mai devreme, la începutul lui august din Osetia de Nord, dar este prezentă în unele zone până la mijlocul lui octombrie.
Primele păsări migratoare (subspecia nominată phoenicurus) sosesc în Maroc în ultima decadă a lunii iulie, dar pasajul principal pe coasta nordică a Africii are loc de la mijlocul lui septembrie până la  jumătatea lui octombrie, sau de la sfârșitul lui august până la începutul lui noiembrie în Corsica, Algeria, Tunisia și Egipt. Pasajul principal de toamnă prin Algeria are loc de la jumătatea lui septembrie până la jumătatea lui octombrie, prin Senegal de la jumătatea lui septembrie, prin Ciad și nordul Sudanului de la sfârșitul lui septembrie până în octombrie, sosind în cartierele de iarnă în octombrie și noiembrie.
Marea majoritate traversează Sahara în front larg spre cartierele de iernare din centura savanei (la sud de Sahel), la est până în Etiopia și lacul Victoria. Primele păsări sosesc în Mauritania, Senegal, Gambia, Niger și Ciad de la mijlocul lui septembrie, și la sfârșitul lui septembrie în Sudanul de Sud și nordul Coastei de Fildeș, dar sosesc în masă de la jumătatea lui octombrie, și mai la sud, în principal în Uganda, abia la începutul lui noiembrie (cea mai timpurie dată a apariției lor a fost ultima săptămână a lui octombrie), și este foarte numeroasă în Gambia din decembrie până la începutul lui aprilie.
Un număr mic trec în pasaj prin Statele Golfului Persic în special în septembrie-noiembrie. În pasajul de toamnă trec prin Israel și Iordania atât subspecia nominată, cât și subspecia samamisicus: aceasta din urmă este înregistrată în Israel de la sfârșitul lui iulie până la jumătatea lui octombrie (atinge punctul culminant al pasajului de la jumătatea lui august până la începutul lui septembrie, în special prin zonele nord-estice și centrale și Valea Iordanului), în timp ce pasajul subspeciei nominate are loc în front larg, în special de la jumătatea lui septembrie până la mijlocul lui noiembrie, rareori unele iernează în sudul Israelului (în Valea Arava).  Pasajul subspeciei samamisicus prin Sudan are loc de la sfârșitul lui august, cu până la șase săptămâni înaintea subspeciei nominate phoenicurus.
Ambele subspecii phoenicurus și samamisicus iernează în estul Africii în Eritreea și Etiopia, subspecia samamisicus este prezentă de la mijlocul lui septembrie (la sfârșitul lunii în Etiopia) până la mijlocul - sfârșitul lui martie, iar subspecia nominată phoenicurus (probabil venită numai din Rusia și Kazahstan) este prezentă de la sfârșitul lui august până la începutul lui mai. În Kuweit, sud-vestul Arabiei Saudite (în special subspecia nominată), Bahrain și Oman, pasajul are loc de la începutul lui septembrie până în noiembrie sau mijlocul lui decembrie. Este prezentă în cartierele de iarnă din estul și nord-estul Africii situate la sud de Sahara până la sfârșitul lui martie sau mijlocul lui aprilie.
Pleacă primăvara din cartierele de iarnă din martie până la începutul lui aprilie, cu un pasaj intens în nordul Africii și Iordania de la jumătatea lui martie până la jumătatea lui mai, masculii trecând în pasaj mai devreme decât femelele, și un număr mare folosesc căile de migrație mai estice prin Tunisia și Libia. În Maroc, primele păsări sosesc din sud la începutul lunii februarie, iar în Egipt de la jumătatea lui februarie, dar acestea pot fi păsări timpurii din timpul pasajului de primăvară sau păsări care iernează, deoarece pasajul principal are loc la sfârșitul lui martie și în aprilie. Mai la vest apar în pasaj în număr mic, evident în martie, și se adună în număr mai mare în locurile de hrănirea preferate înainte de a pleacă spre nord, de exemplu în Mali se adună câteva sute în martie și aprilie. În Mauritania un numar mic trec în pasaj și la inceputul lunii mai, dar excepțional la mijlocul-sfârșitul lui mai în Senegal.
Este mai numeroasă primăvară decât toamna în Maroc, Algeria și Tunisia și respectiv mai puțin numeroasă în sudul Spaniei și Portugalia, și după câte se pare pasajul principal spre nord-vestul și nordul Europei are loc prin nordul Spaniei și vestul Franței. Păsările care trec în pasaj prin estul Algeriei, Tunisia și Libia se îndreaptă (după datele de inelare) spre zone mai nordice și estice din centrul și estul Europei, Scandinavia și Rusia, dar păsările inelate în locurile de cuibărit din Finlanda au fost recuperate în cartierele îndepărtate de iarnă din Mauritania și Republica Democrată Congo.
Subspecia samamisicus iernează în Arabia și nord-estul Africii, timpul migrație fiind același ca al subspeciei nominate, cu excepția pasajului de toamnă prin nordul Sudanului care are loc mai devreme, în septembrie, și pasajului de primăvara prin Iordania care are loc de sfârșitul lui februarie până la începutul lui martie și prin Bahrain de la sfârșitul lui februarie până la începutul lui aprilie (subspecie nominată trece în pasaj destul de târziu prin Bahrain, până la începutul lui mai). Se observă un pasaj slab prin Cipru, mai ales de la sfârșitul lui martie până la începutul lui aprilie. Pasajul subspeciei samamisicus prin Cipru, Liban, Israel, Iordania și Bahrain (și prin nordul Egiptului) are loc în principal în martie (mai ales la jumătatea lunii, dar pasajul se întinde până la sfârșitul lui februarie - sfârșitul lui aprilie, iar pasajul unor femele până în mai sau chiar iunie în Bahrain), iar unele păsări mai trec în pasaj prin Israel când sosesc primele păsări ale subspeciei nominate la sfârșitul lui martie și începutul lui aprilie, dar mai târziu trec în pasaj numai păsările subspeciei nominate.
În Kuweit, Bahrain, Emiratele Arabe Unite, estul Arabiei Saudite și Oman, pasajul de primăvară (mai numeros decât cel de toamnă) al păsărilor subspeciei nominate are loc de la sfârșitul lui februarie sau jumătatea lui martie până la începutul lui mai sau începutul lui iunie (în Yemen păsările care iernează pleacă de obicei până în prima săptămână a lui martie, și puține apar în pasaj la începutul lui mai), pasajul principal al subspeciei samamisicus are loc la jumătatea - sfârșitul lui martie și al subspeciei nominate la sfârșitul lui aprilie - începutul lui mai. În Israel pasajul principal de primăvara are loc în martie-aprilie, un pasaj puternic se observă în Emiratele Arabe Unite de la mijlocul lui martie până la începutul lui mai. În estul Arabiei Saudite pasajul este mai lung și are loc în martie-iunie, cu o perioada de vârf la sfârșitul lui aprilie/începutul lui mai.
Sosesc în locurile de cuibărit din Caucaz de la mijlocul/sfârșitul lui martie până la mijlocul lui aprilie și în nordul Europei și Scandinavia de la mijlocul lui aprilie, trec în pasaj prin Turcia și Kazahstan de la începutul lui aprilie (uneori la începutul lui martie), iar pasajul principal are loc la sfârșitul lui aprilie și începutul lui mai, când primele păsări se întorc în Mongolia. Sosesc primăvara în locurile de cuibărit din Spania de la sfârșitul lui martie. Păsările nordice se mai află în pasaj de la mijlocul până la sfârșitul lui mai, iar în extremitatea nordică a Kazahstanului și Rusiei sosesc abia la începutul lui iunie.
Apariții accidentale au fost înregistrate în timpul deplasărilor sezoniere în Islanda, Madeira, insulele Azore (octombrie 1989 și decembrie 2001), Insulele Capului Verde (octombrie 1982 și octombrie 1998), Liberia (februarie 1989), sudul Coastei de Fildeș, sudul Ghanei, sudul Nigeriei, Tanzania, Seișele (13 înregistrări până în 2011, toate din octombrie până la jumătatea lui februarie), Africa de Sud, Cașmir, sud-vestul Chinei (în Tibet, mai 1982, iunie 2010), sud-estul Rusiei (Primorie), Japonia (toate în octombrie și noiembrie) și centrul Insulelor Kurile.
Subspecia samamisicus apare accidental în timpul vagabondajului în Algeria, Senegal (februarie 1993), Spania (octombrie 2008), Franța (șapte înregistrări până în 2006), Italia (septembrie 2007), Suedia (patru înregistrări toate în septembrie-octombrie), Finlanda (aprilie 2000), România.
În România sosirea păsărilor din sud are loc din prima decadă a lunii aprilie până în mai, venind în valuri. În acest sens, Ciochia (1969) care a capturat în filee japoneze, ce se controlau cotidian, la Agigea, între 7 și 23 aprilie și apoi între 5 și 25 mai, a observat că trecerile au loc împreună sau în aceeași etapă cu muscarul mic (Ficedula parva), pitulicea mică (Phylloscopus collybita) și măcăleandrul (Erithacus rubecula). Trecerile de toamnă de-a lungul coastei Mării Negre au loc din prima decadă a lunii septembrie până la mijlocul lunii octombrie; începutul lunii septembrie este caracterizat prin trecerile în masă ale acestei specii. După Dombrowski sosirea codroșului de pădure în România cade în ultimele zile ale lunii martie și primele zile din aprilie. Pasajul de toamnă începe în august și durează până în octomvrie.
Data sosirii și plecării codroșului de pădure în România după Dombrowski.
| Anul  | Primul exemplar | Ultimul exemplar |
| ----- | --------------- | ---------------- |
| 1895. | —               | 4.X.             |
| 1896. | 10.IV.          | —                |
| 1897. | 25.III.         | 11.X.            |
| 1898. | 23.III.         | 29.IX.           |
| 1899. | 19.III.         | 9.X.             |
| 1900. | 1.IV.           | 1.X.             |
| 1901. | 18.III.         | 7.X.             |
| 1902. | 23.III.         | 10.X.            |
| 1903. | 20.III.         | 18.X.            |
| 1904. | 25.III.         | 30.IX.           |
| 1905. | 1.IV.           | 3.X.             |
| 1906. | 21.III.         | —                |
| 1907. | 27.III.         | 12.X.            |
| 1908. | 20.III.         | 15.X.            |
| 1909. | 29.III.         | 13.X.            |

Pasajul de primăvară în Republica Moldova are loc la sfârșitul lui martie. Cea mai timpurie sosire a acestei păsări în Moldova a fost înregistrată la 24 martie 1966, cea mai târzie - la 14 aprilie 1958. Migrația de toamnă în Republica Moldova începe la jumătatea lunii septembrie și continuă până în prima decadă a lunii noiembrie. Unii indivizi sunt întâlniți până la jumătatea lunii noiembrie. În 1959 o pasăre a fost capturată pe 18 noiembrie într-o grădină din raionul Dubăsari.
Data sosirii codroșului de pădure în Republica Moldova.
| Locul observației                                        | Data sosirii primilor exemplari | Data sosirii mesei principale |
| -------------------------------------------------------- | ------------------------------- | ----------------------------- |
| Livada Bujerovca din raionul Soroca                      | 4.IV.1953                       | 10.IV.1953                    |
| Pădurea Trifăuți din raionul Soroca                      | 6.IV.1954                       | 13.IV.1954                    |
| Pădurea Chițcani din raionul Tiraspol                    | 29.III.1955                     | 7.IV.1955                     |
| Pădurea Chițcani din raionul Tiraspol                    | 7.1V.1956                       | 14.IV.1956                    |
| Periferia Chișinăului                                    | —                               | 12.IV.1957                    |
| Livada Coșnița din raionul Dubăsari                      | 14.IV.1958                      | 18.IV.1958                    |
| Pădurea Plop-Știubei din raionul Căușeni                 | 2.IV.1959                       | 8.IV.1959                     |
| Livada Coșnița din raionul Dubăsari                      | 5.IV.1960                       | 12.IV.1960                    |
| Periferia Chișinăului                                    | 25.III.1961                     | 3.IV.1961                     |
| Pădurea Chițcani din raionul Tiraspol                    | 28.III.1964                     | 5.IV.1964                     |
| Pădurea Lozova din raionul Nisporeni                     | 24.III.1966                     | —                             |
| Grădina Botanică a Academiei de Științe a RSSM, Chișinău | 29.III.1968                     | —                             |

## Statutul și conservarea
Specia nu este amenințată cu dispariția la nivel global (LC după criteriile IUCN).
La mijlocul anilor 1990, populația europeană a fost estimată la 1.962.293-3.369.902 perechi (majoritatea fiind în Finlanda, Franța, Germania și România), în timp ce în Rusia erau  100.000-1.000.000 perechi și în Turcia 10.000-100.000 perechi; la acea vreme, în Spania se estima că existau 75.000-94.000 de perechi, specia fiind listată aici ca fiind "vulnerabilă" la nivel național ca urmare a declinului numeric continuu atribuit evenimentelor din cartierele de iarnă din Africa.
În 2000, populația cuibăritoare totală din Europa (inclusiv din Rusia Europeană și Turcia) a fost revizuită la 9.630.000-15.000.000 de perechi, ceea ce echivalează cu 19.300.000-29.900.000 de indivizi maturi. Europa reprezintă cca 60% din arealul global, și o estimare preliminară a mărimii globale a populației este de 32.100.000-49.800.000 de indivizi maturi, dar este necesară o validare ulterioară a acestei estimări.
Cele mai mari populații din Europa sunt în Suedia (678.000-1.580.000), Finlanda (630.000-880.000), Norvegia (160.000-320.000),  Franța (100.000-200.000), Italia (100.000-300.000), Germania (67.000-115.000) și Rusia (7.000.000-10.000.000). În România populația a fost estimată la 45.000-90.000 de perechi cuibăritoare, fiind considerată stabilă. Populația cuibăritoare din Republica Moldova este estimată la 5.000-7.000 de perechi.
Populația europeană estimată de perechi cuibăritoare.
| Țara (sau teritoriul) | Populația estimată (perechi cuibăritoare) | Anul estimării |
| --------------------- | ----------------------------------------- | -------------- |
| Albania               | 500-1.000                                 | 2002-2012      |
| Armenia               | 10.000-15.000                             | 2002-2012      |
| Austria               | 10.000-15.000                             | 2001-2012      |
| Azerbaidjan           | 10.000-100.000                            | 1996-2000      |
| Bielorusia            | 40.000-60.000                             | 2001-2012      |
| Belgia                | 4.400-7.200                               | 2008-2012      |
| Bosnia și Herțegovina | 6.000-8.000                               | 2010-2014      |
| Bulgaria              | 2.000-5.000                               | 2005-2012      |
| Croația               | 5.000-10.000                              | 2014           |
| Republica Cehă        | 46.800-93.600                             | 2012           |
| Danemarca             | 50.000                                    | 2011           |
| Estonia               | 20.000-30.000                             | 2008-2012      |
| Finlanda              | 630.000-880.000                           | 2006-2012      |
| Franța                | 100.000-200.000                           | 2008-2012      |
| Georgia               | Prezent                                   |                |
| Germania              | 67.000-115.000                            | 2005-2009      |
| Grecia                | 2.000-5.000                               | 2008-2012      |
| Ungaria               | 1.000                                     | 2000-2012      |
| Irlanda               | 5-10                                      | 2012           |
| Italia                | 100.000-300.000                           | 2008           |
| Kosovo                | 1.000-1.500                               | 2009-2014      |
| Letonia               | 38.072-103.146                            | 2012           |
| Liechtenstein         | 8-15                                      | 2009-2014      |
| Lituania              | 40.000-70.000                             | 2008-2012      |
| Luxemburg             | 400-500                                   | 2008-2012      |
| Macedonia             | 2.000-3.000                               | 2001-2012      |
| Moldova               | 5.000-7.000                               | 2000-2010      |
| Muntenegru            | 1.500-2.500                               | 2002-2012      |
| Olanda                | 22.114-28.844                             | 2008-2011      |
| Norvegia              | 160.000-320.000                           | 2013           |
| Polonia               | 260.000-350.000                           | 2008-2012      |
| Portugalia            | 1.000-5.000                               | 2008-2012      |
| România               | 45.000-90.000                             | 2010-2013      |
| Rusia                 | 7.000.000-10.000.000                      | 2002-2008      |
| Serbia                | 9.500-13.700                              | 2008-2012      |
| Slovacia              | 2.000-4.000                               | 2012           |
| Slovenia              | 3.500-5.200                               | 2002-2012      |
| Spania                | 58.500-132.000                            | 2004-2006      |
| Suedia                | 678.000-1.580.000                         | 2008-2012      |
| Elveția               | 10.000-15.000                             | 2008-2012      |
| Turcia                | 40.000-120.000                            | 2013           |
| Ucraina               | 78.000-92.000                             | 2000           |
| Marea Britanie        | 70.000-130.000                            | 2009           |
| Uniunea Europeană     | 2.250.000-4.200.000                       |                |
| Europa                | 9.630.000-15.000.000                      |                |

Specia are o distribuție largă în Europa, în nordul Asiei, nord-vestul Africii, la est de Baikal, în sudul țărilor balcanice, în Ucraina și în vestul Turciei. Este rară sau numeroasă la nivel local. Este rară în Irlanda (populația cuibăritoare mică, răzleață) și rară iarna în cartierele de iernare din Togo, sudul Ugandei, Rwanda, Djibouti, nord-estul, sudul și sud-estul Kenyei. Local cuibărește rar în nordul Marocului și nordul Algeriei, probabil a dispărut în Tunisia. Cuibărește rar în sud-estul Uzbekistanului și sud-vestul Tadjikistanului, este rar în nord-vestul și sudul Somaliei și în pasajul de primăvară în nord-vestul Pakistanului (Belucistan și Chitral). Destul de numeroasă în timpul pasajului prin Insulele Canare, dar mai rară în Madeira. Subspecia samamisicus este rară în pasajul de primăvară și de toamnă în Cipru.
Densitățile în locurile de reproducere în pădurile de stejar din Țara Galilor este de  67 perechi/km², în pădure de foioase din sudul și nordul Angliei 58 și respectiv 26 de perechi/km², iar în crângurile mixte de stejar-alun și stejar-mesteacăn din vestul Scoției 49 perechi/km²; dar până la 266 perechi/km² într-un loc din estul Germaniei și până la 120 de perechi/km² în parcurile și grădinile din Elveția.
Trendul populațional general este stabil sau în declin local. În Europa, trendul populațional între 1980 și 2013 arată că populațiile au suferit o creștere moderată.
A fost înregistrat un declin însemnat în jumătatea de nord a Europei începând cu anii 1960, și un declin deosebit de grav în centrul Europei începând cu 1968, atribuit secetei din Sahel, combinat cu practicile forestiere moderne intensificate (reducerea disponibilității scorburilor din arbori pentru cuiburi) și concurența interspecifică (cu alte specii) pentru locurile de cuibărit, dar dovezile atribuite acestor factori sunt slabe.
În Insulele Britanice și nord-centrul Europei, populația a scăzut în anii 1960 și la începutul anilor 1970, mai ales datorită secetei din cartierele de iarnă saheliene, dar și din cauza practicilor forestiere moderne în care sunt tăiați arborii uscați (care sunt locuri potențiale de cuibărit). De atunci s-au produs o recuperarea parțială a populației, dar nu la nivelele precedente, astfel în Atlasul Păsărilor Cuibăritoare din Insulele Britanice din 2007-2011 s-a arătat că arealul s-a micșorat cu 31% față de arealul din atlasul din 1968-1972.
Declinul numeric în Republica Moldova este determinat, în primul rând, de tăierea copacilor găunoși sau scorburoși folosiți pentru cuibărit și de reducerea resurselor nutritive.
Datele de inelare au arătat că o proporție mare de păsări sunt ucise deliberat în nord-vestul Europei, ceea ce sugerează o presiune antropică considerabilă. De asemenea, există unele dovezi că un număr mare este capturat ilegal pentru consumul uman în regiunea mediteraneană.

### Amenințări potențiale
Alterarea teritoriilor africane de iernare, cauzate de secetă sau de utilizarea insecticidelor sau de distrugerea mediului și schimbarea folosirii terenurilor, a fost și continuă să reprezinte o amenințare gravă la adresa speciei. Într-adevăr, seceta care a bântuit în Sahel a a dus la o scăderea bruscă a efectivului speciei constatat la începutul anilor 1970. Alte amenințări provin din teritoriile europene de cuibărit. Fără să aibă un efect rapid, ele pot fi insidioase și grave pe termen lung: rarefiere locurilor potențiale de cuibărit în livezi și păduri, intensificarea agriculturii în crânguri și reducerea arborilor uscați și bătrâni cu scorburi, utilizarea mai mult sau mai puțin masivă și necontrolată a insecticidelor, pesticidelor și altor produse fitosanitare, în special în parcuri și grădini etc.

### Măsuri de conservare necesare
Interzicerea oricărui tip de activitate care cauzează alterarea habitatelor de hrănire și reproducere a speciei. În ceea ce privește teritoriile de cuibărit, este necesar păstrarea arborilor din crânguri, menținerea pe cât posibila  a arborilor mai vechi scorburoși în păduri, precum  și în livezi, parcuri și grădini. Codroșul de pădure are condiții optimale în unele rezervații biologice și este de dorit extinderea acestor arii protejate. Codrul grădinărit și silvicultura ecologică, de asemenea, sunt favorabile. Măsurile care tind să întârzie vârsta exploatabilității copacilor, precum și crearea pâlcurilor de arbori senescenți permite o mai bună cuibărire a speciei în pădurile destinate producției de lemn.
În toate cazurile, utilizarea produselor veterinare și fitosanitare (pesticidelor) folosite în agricultură și silvicultură ar trebui evitată sau redusă la minimul necesar. Aplicarea chimicalelor mai puțin toxice și persistente, Regularizarea perioadelor de folosire a pesticidelor în funcție de fenologia speciei. Instalarea cuiburilor artificiale poate fi o măsură provizorie în habitatul optim al speciei, de exemplu în arboretul mai tânăr în care nu s-au dezvoltat scorburi naturale.
Sunt necesare inventarierea zonelor de reproducere actuale și potențiale, identificarea zonelor de cuibărire, migrație, hrănire și aglomerare importante pentru conservarea speciei, promovarea studiilor referitoare la diverse aspecte ale biologiei speciei, inclusiv ale parametrilor demografici.

## Legături externe

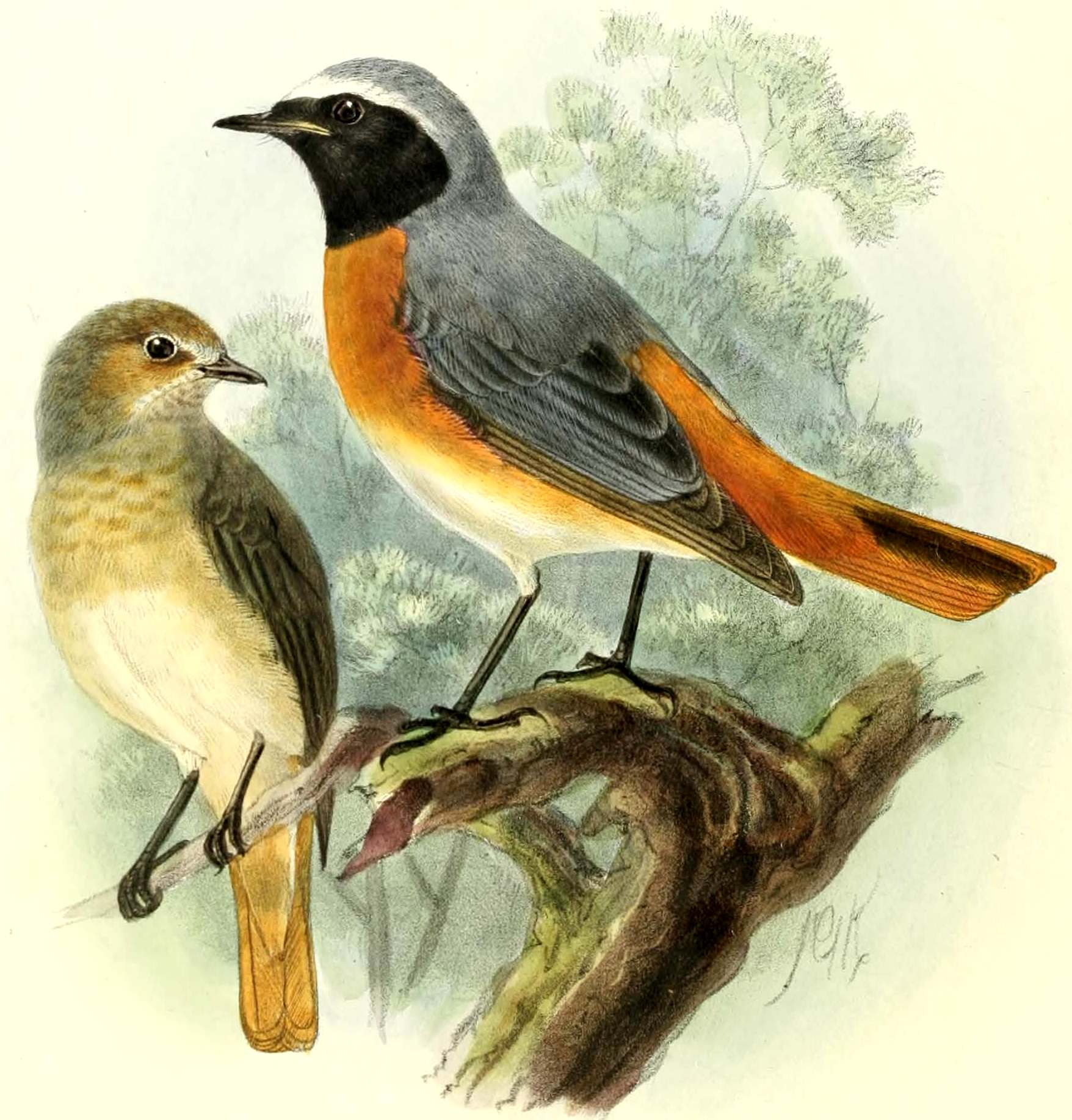
Codroșul de pădure (subspecia Phoenicurus phoenicurus phoenicurus) după Dresser. Mascul adult (la dreapta) și femelă adultă (la stânga) în penaj nupţial
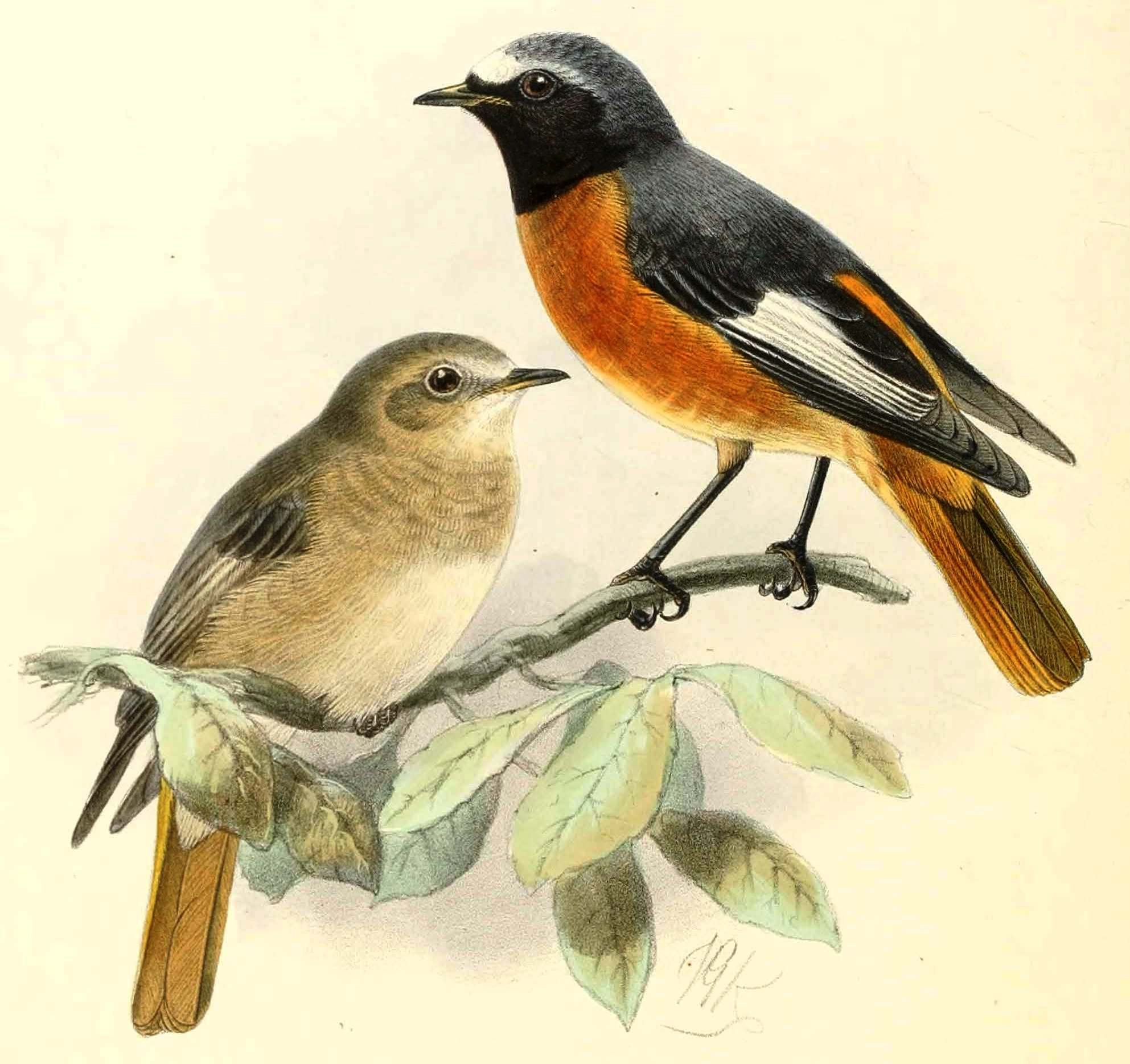
Codroșul de pădure (subspecia Phoenicurus phoenicurus samamisicus) după Dresser. Mascul adult (la dreapta) și femelă adultă (la stânga)
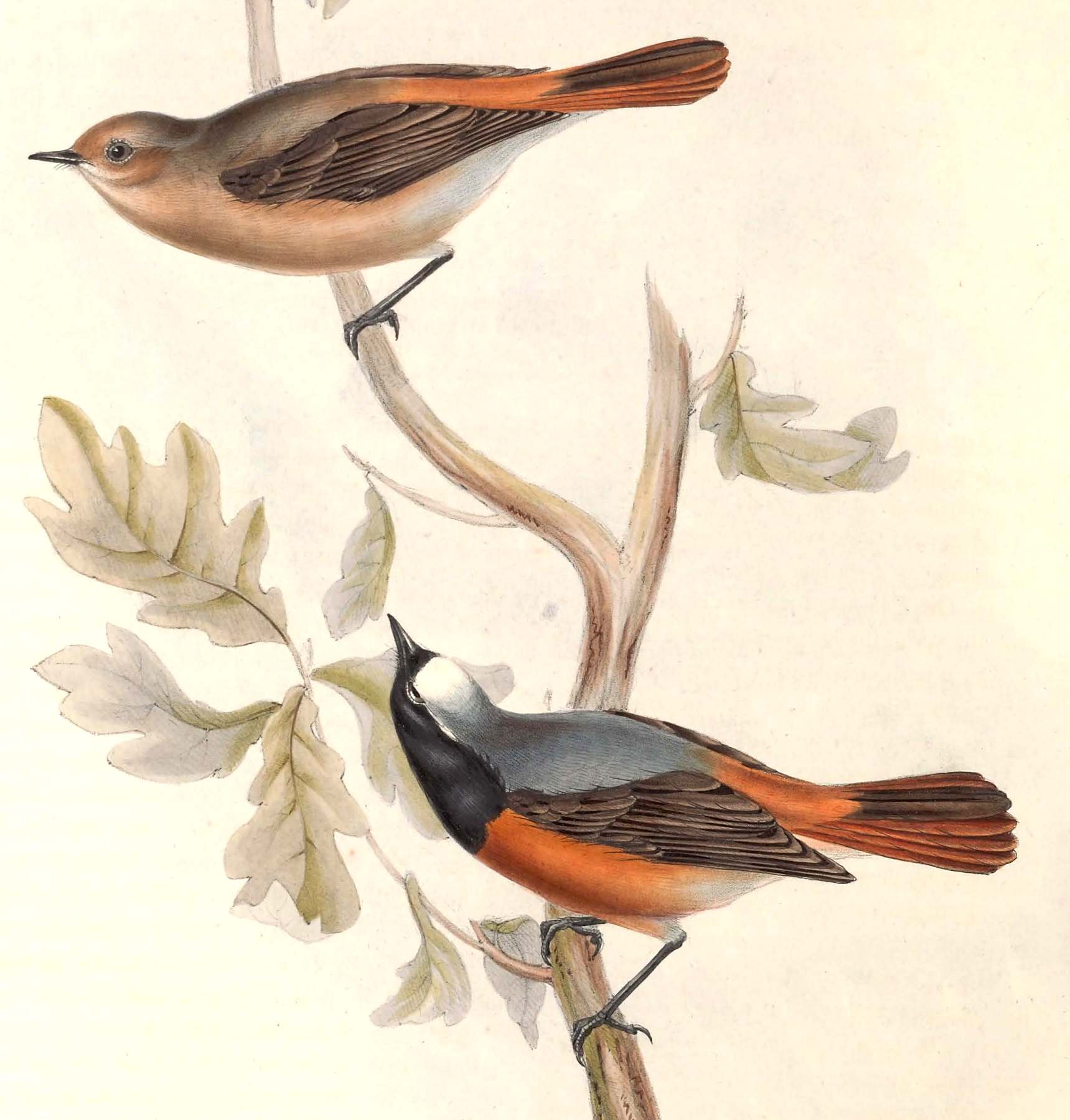
Codroșul de pădure după John Gould. Mascul adult (jos). Femelă adultă (sus)
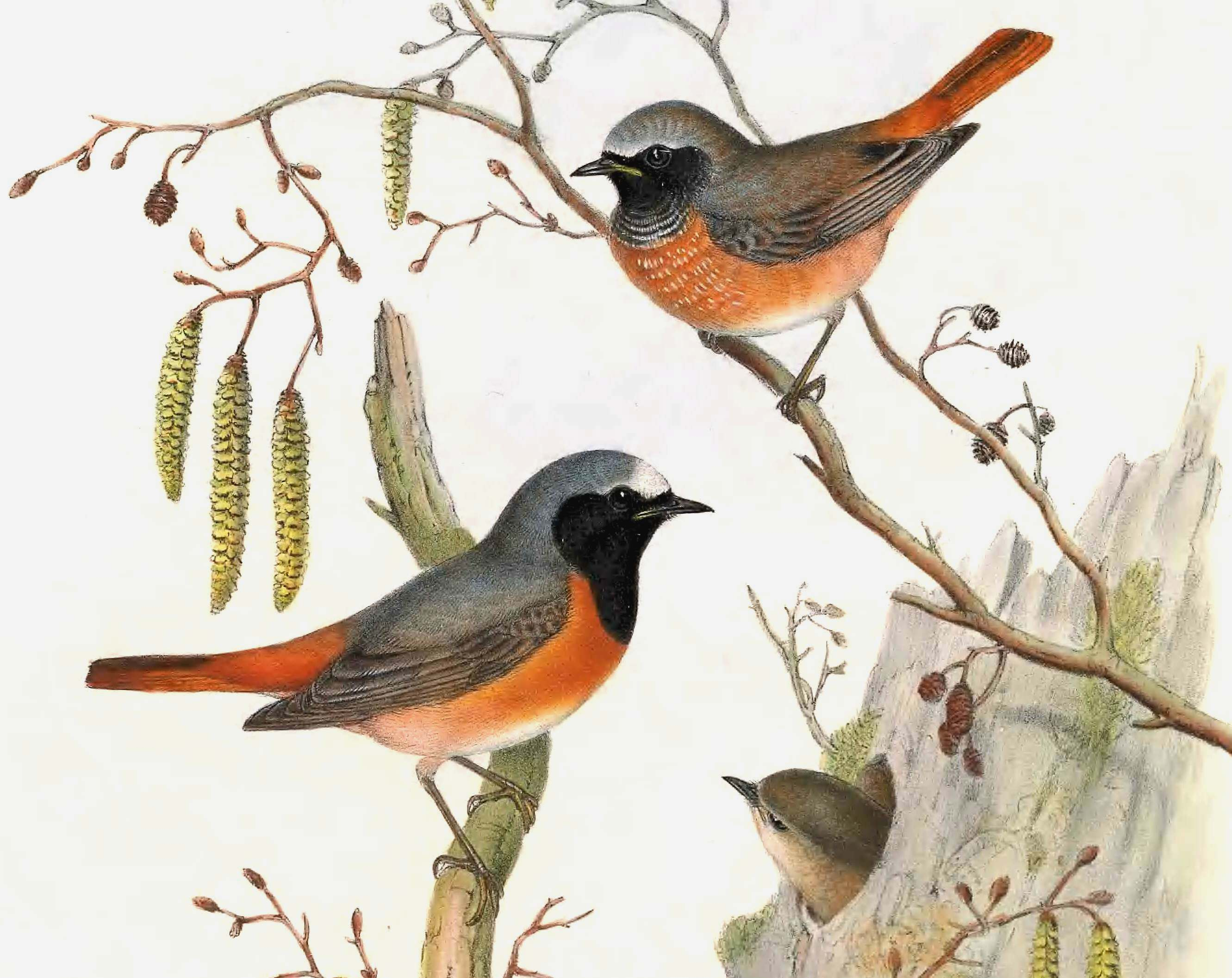
Codroșul de pădure după John Gould. Mascul adult (la stânga). Mascul juvenil (sus). Capul unei femele scos afară din scorbura unui copac (la dreapta).
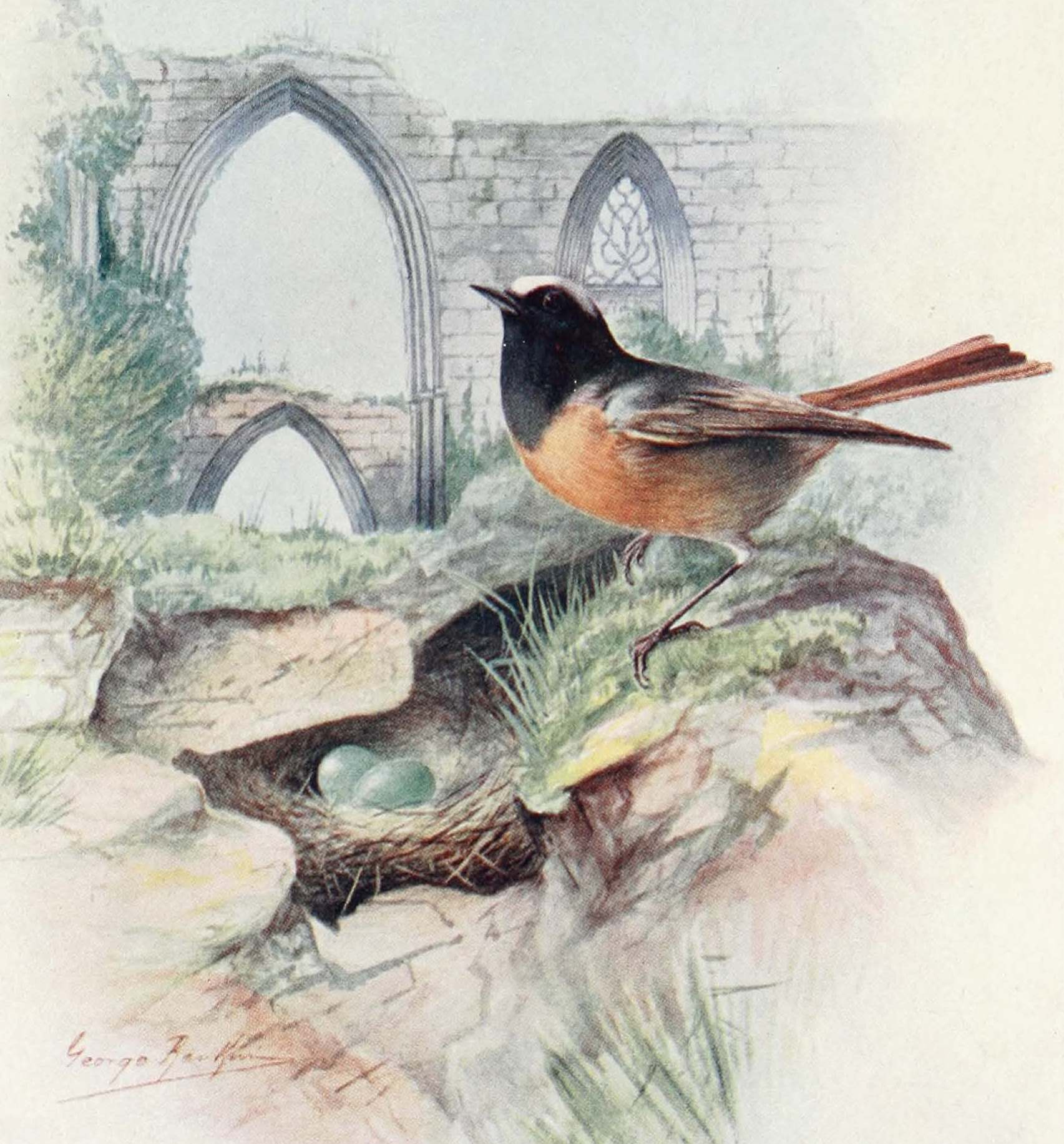
Codroșul de pădure și cuibul său după Landsborough Thomson
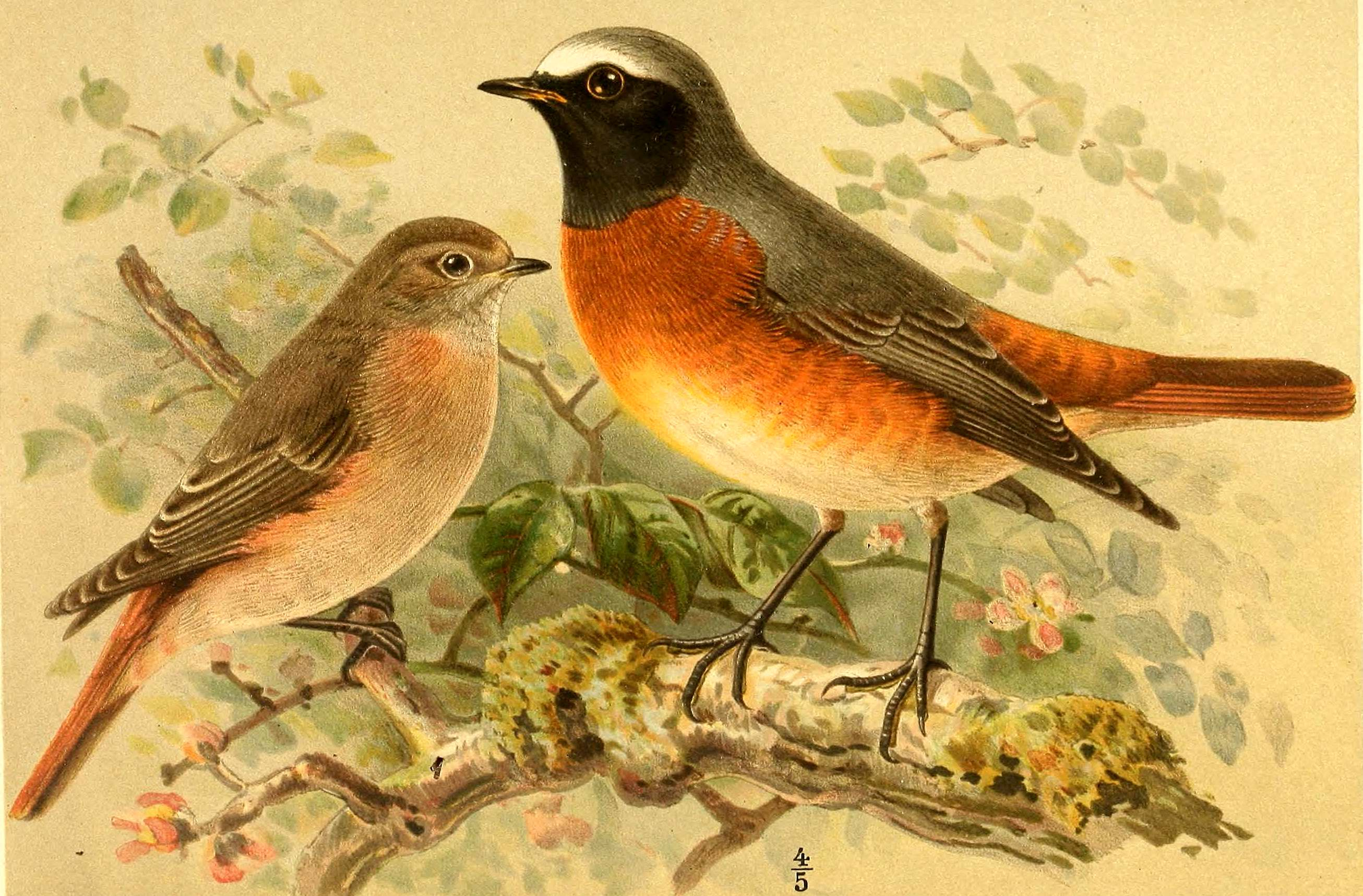
Codroșul de pădure după Lord Lilford. Mascul adult (la dreapta) și femelă adultă (la stânga) în penaj nupţial
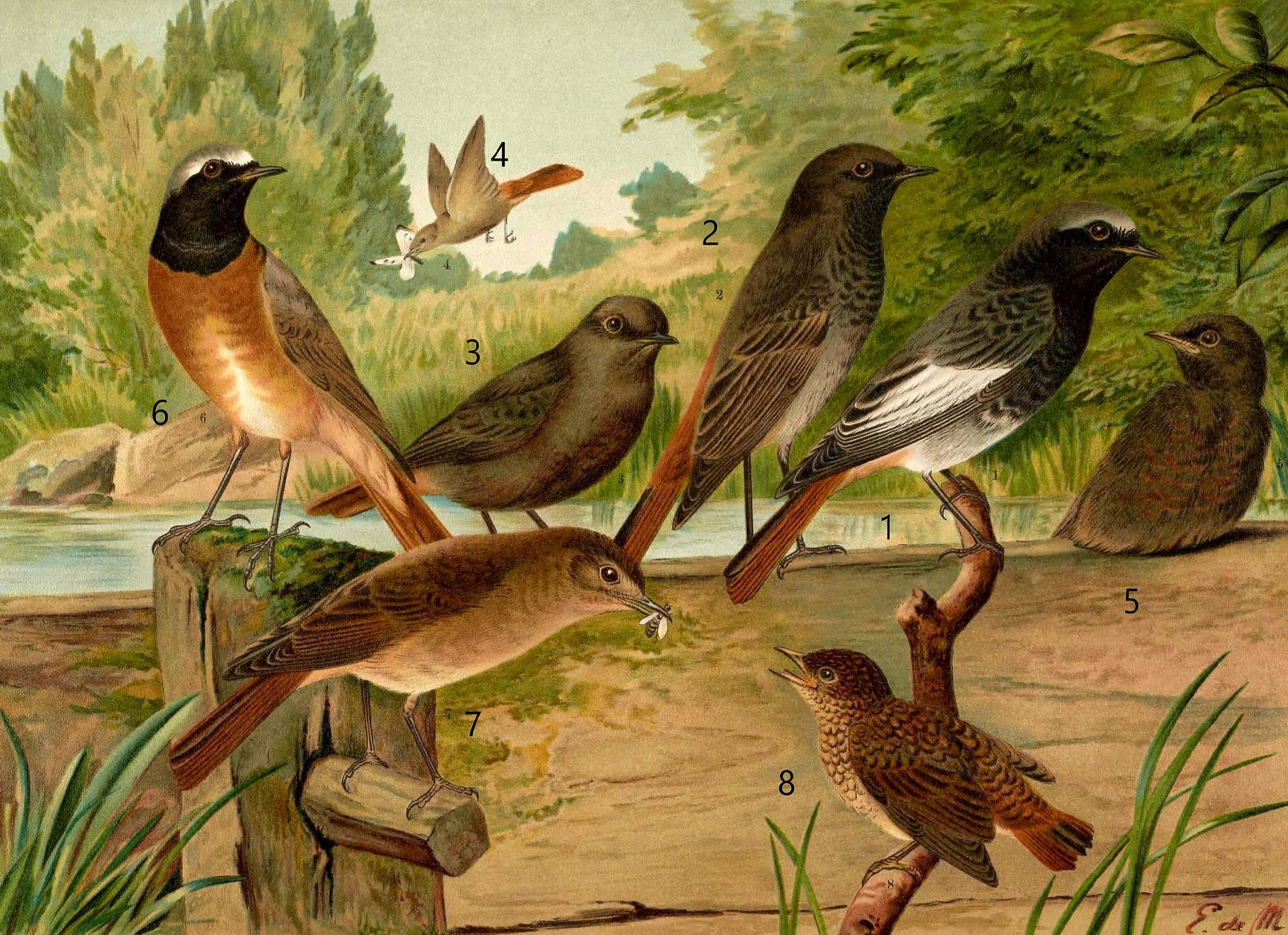
Codroș de munte (Phoenicurus ochruros). 1 – mascul adult. 2 - Mascul juvenil în penaj negru. 3 Mascul juvenil în penaj cenușiu. 4 - femelă. 5 - pui. Codroș de pădure (Phoenicurus phoenicurus). 6 - mascul. 7 - femelă. 8 - juvenil. După Naumann
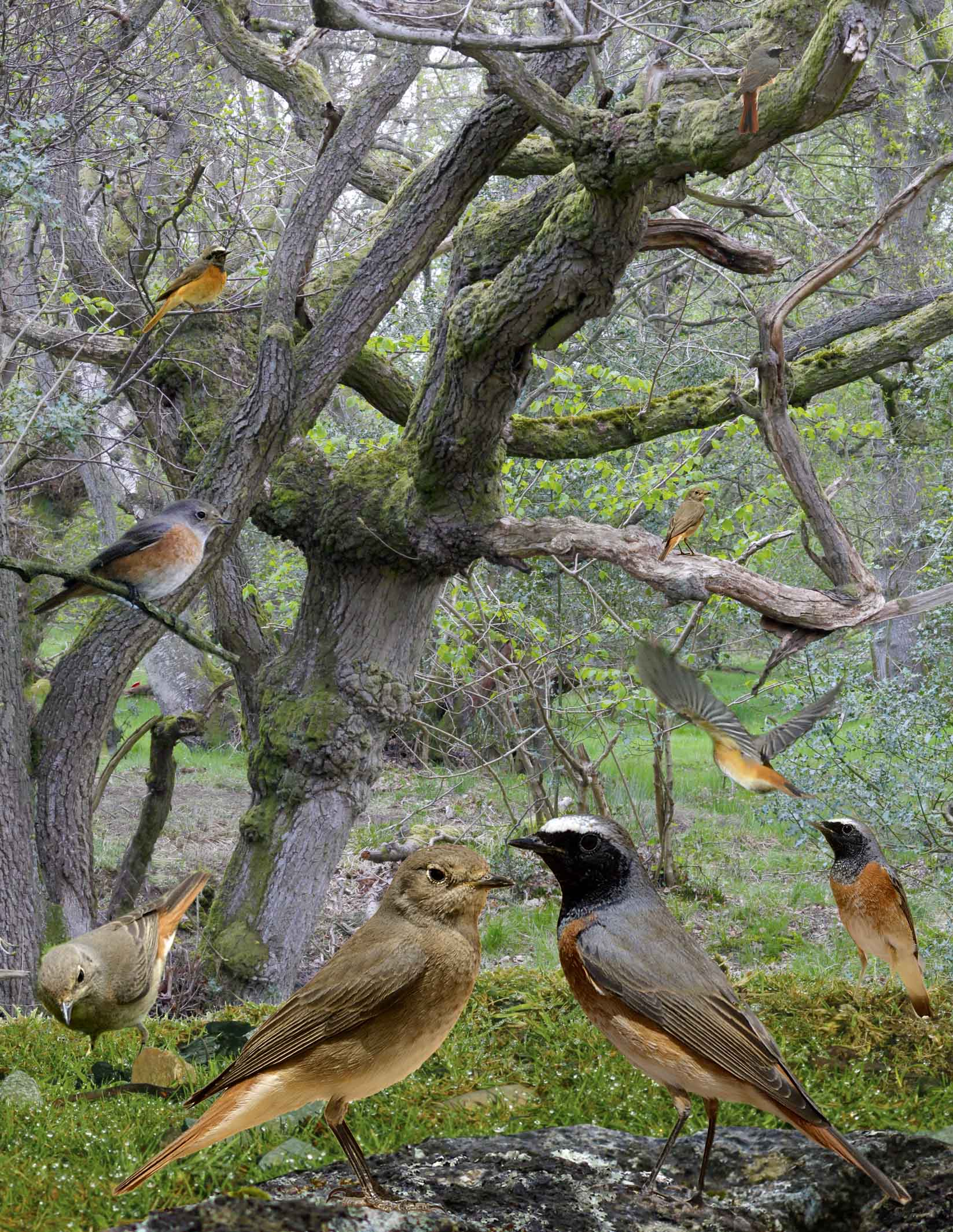
Codroșul de pădure după Crossley ID Guide Britain and Ireland
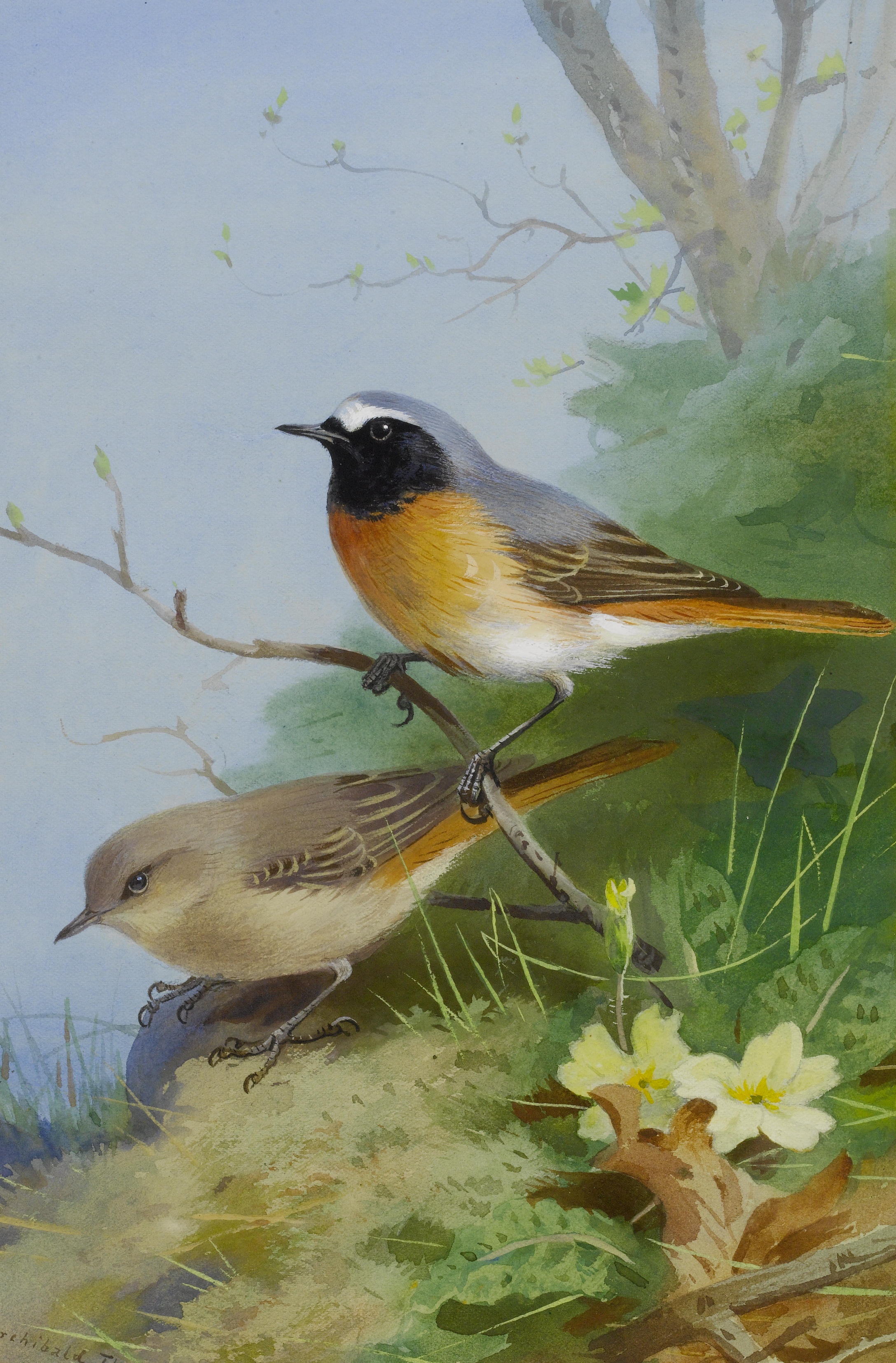
Codroșul de pădure după Archibald Thorburn. Mascul adult (la dreapta-sus) și femelă adultă (la stânga-jos)